# Chronologisch overzicht van de bevrijding van Nederlandse plaatsen in de Tweede Wereldoorlog

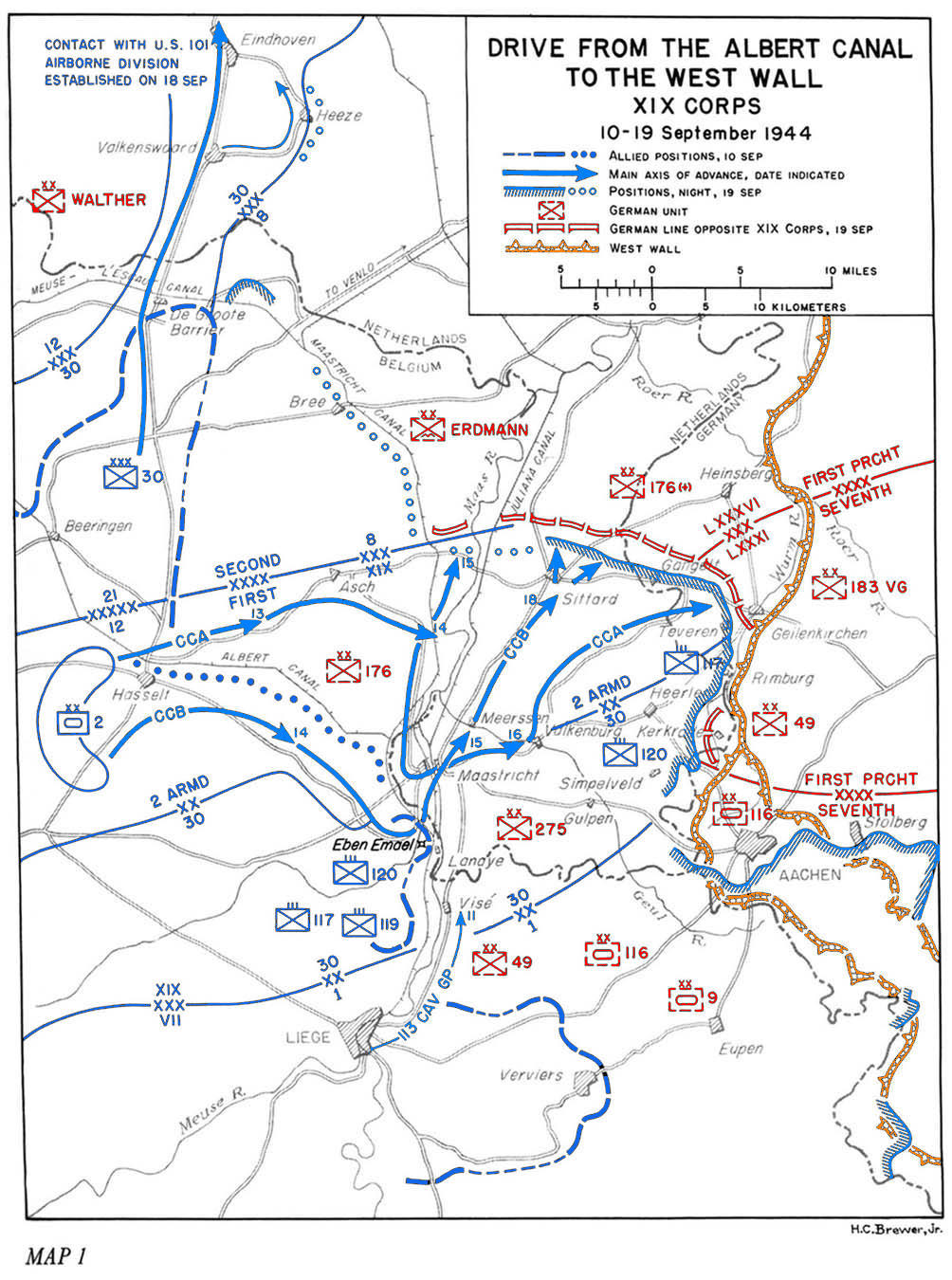
Bevrijding Zuid-Limburg en Eindhoven september 1944

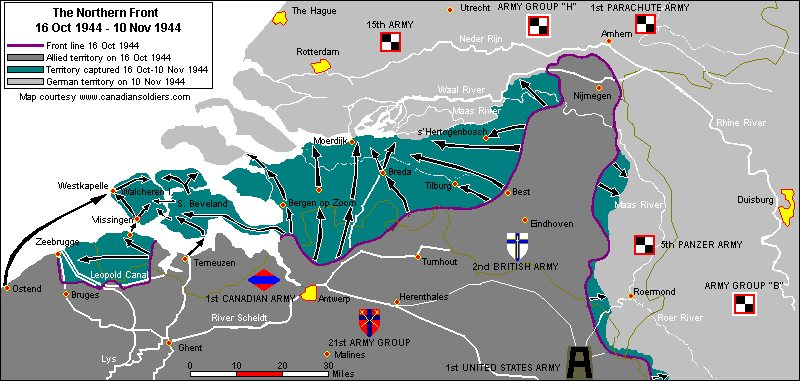
Kaart van de bevrijding van Noord-Brabant en Zeeland (Slag om de Schelde)

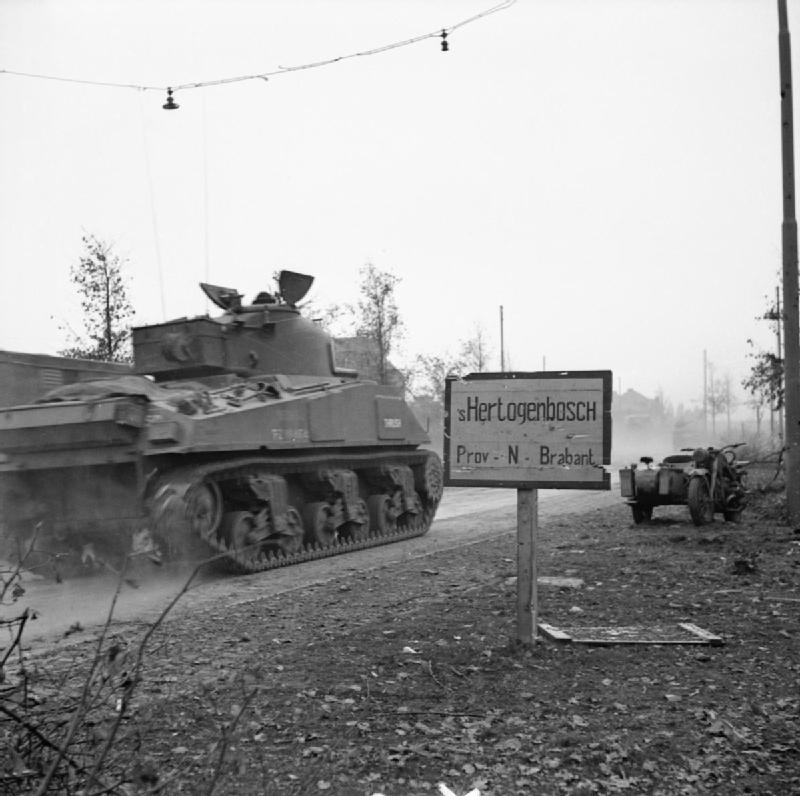
Bevrijding van 's-Hertogenbosch

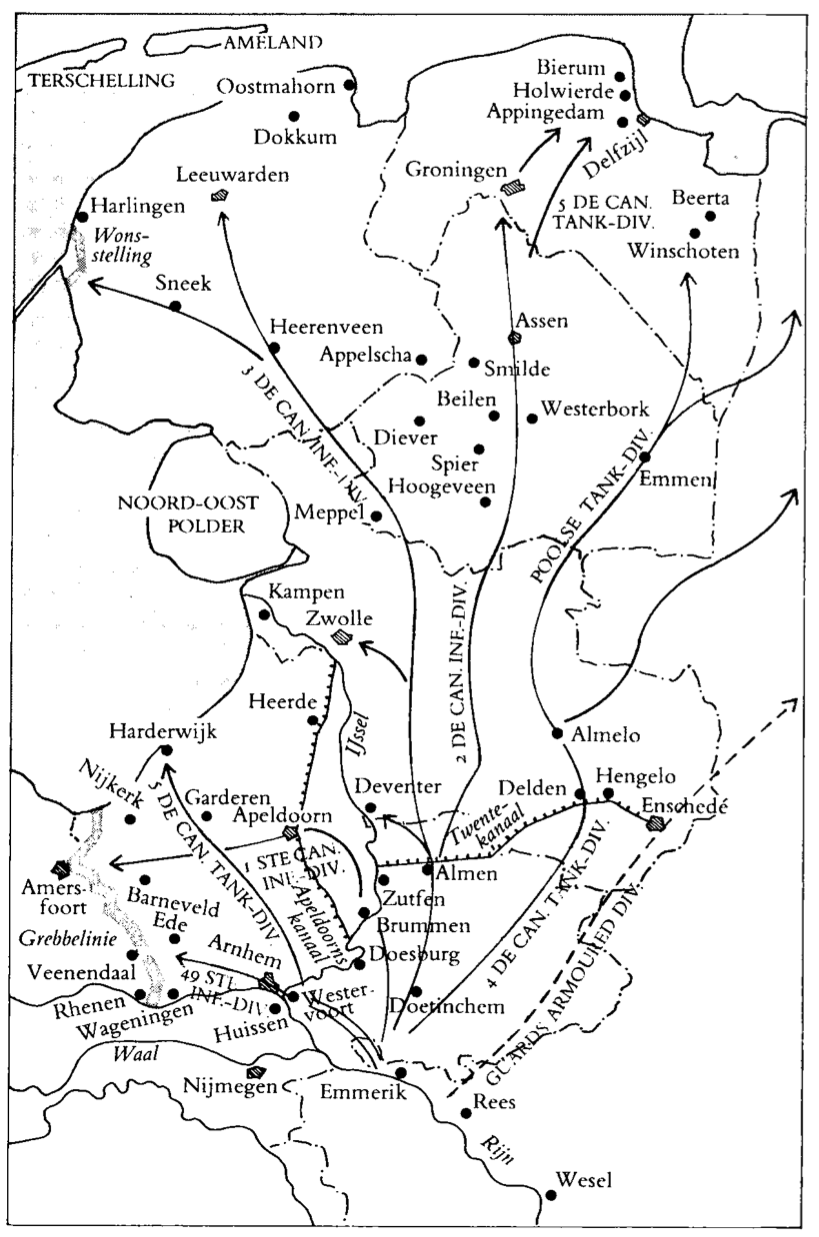
Kaart van de bevrijding van Oost- en Noord-Nederland

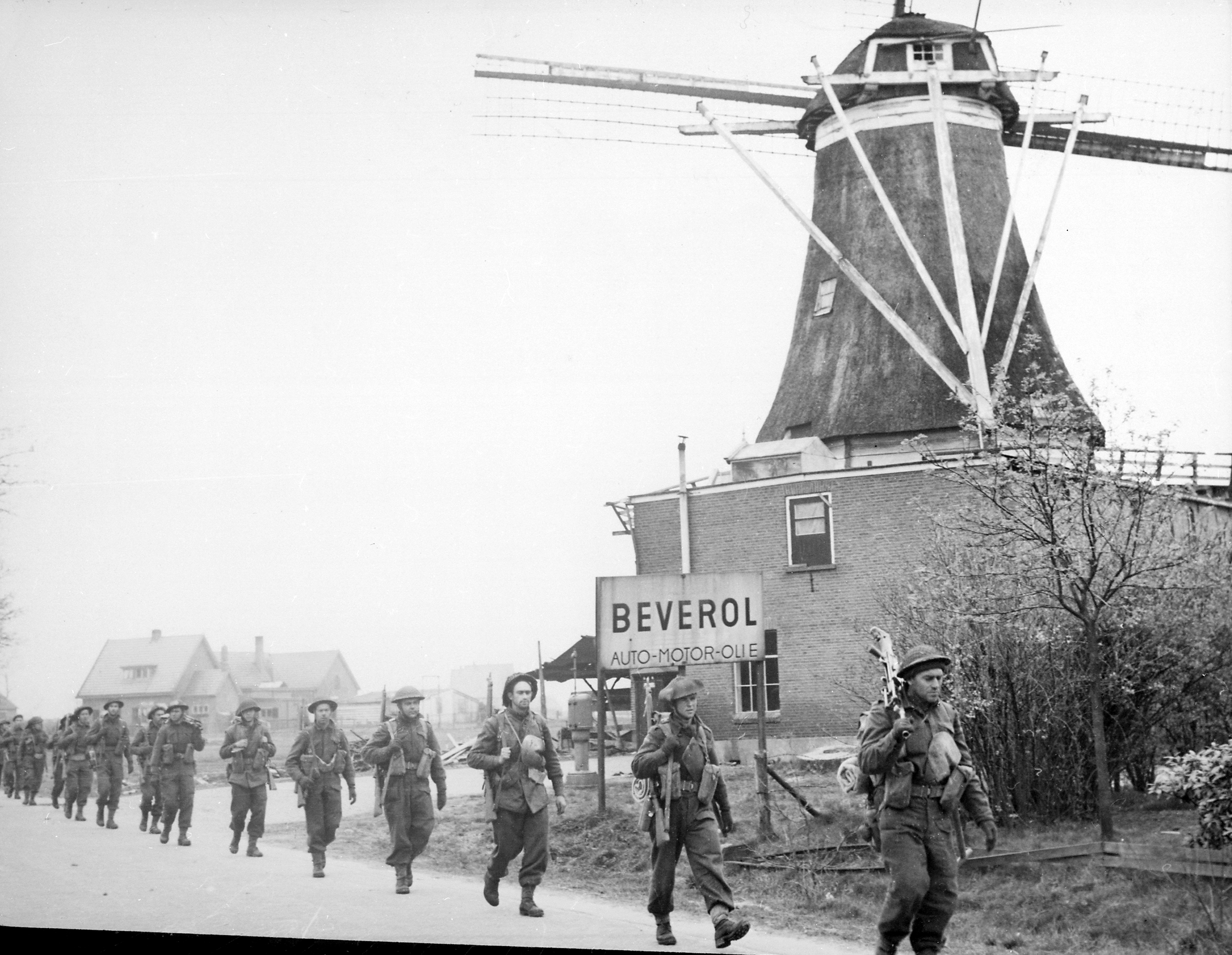
9 april: Canadese troepen in Rijssen-Holten

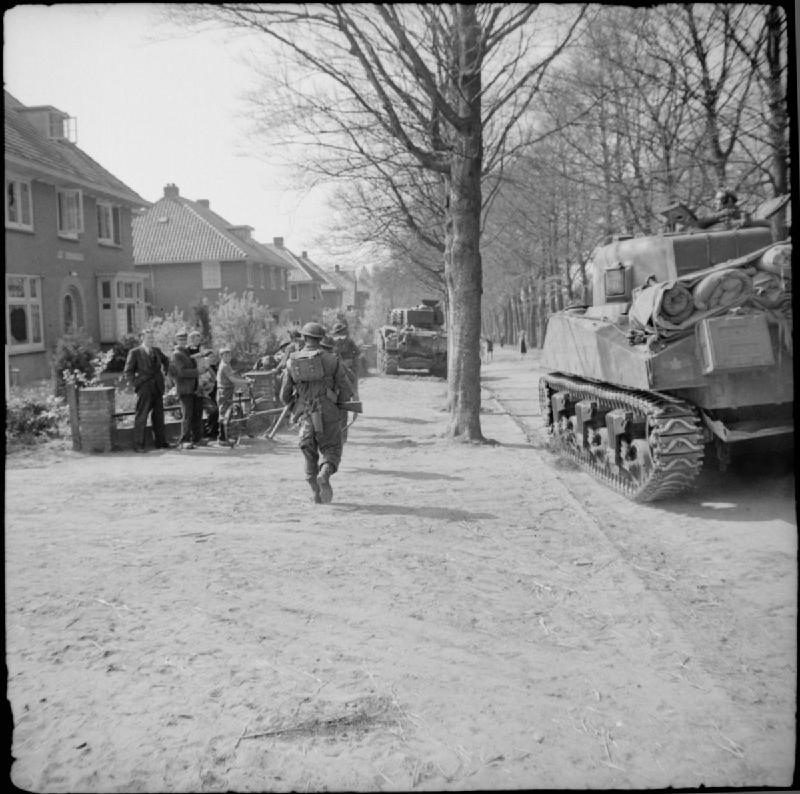
17 april: de 49e (West Riding) Infanteriedivisie ("Polar Bear Division") trekt Ede binnen.

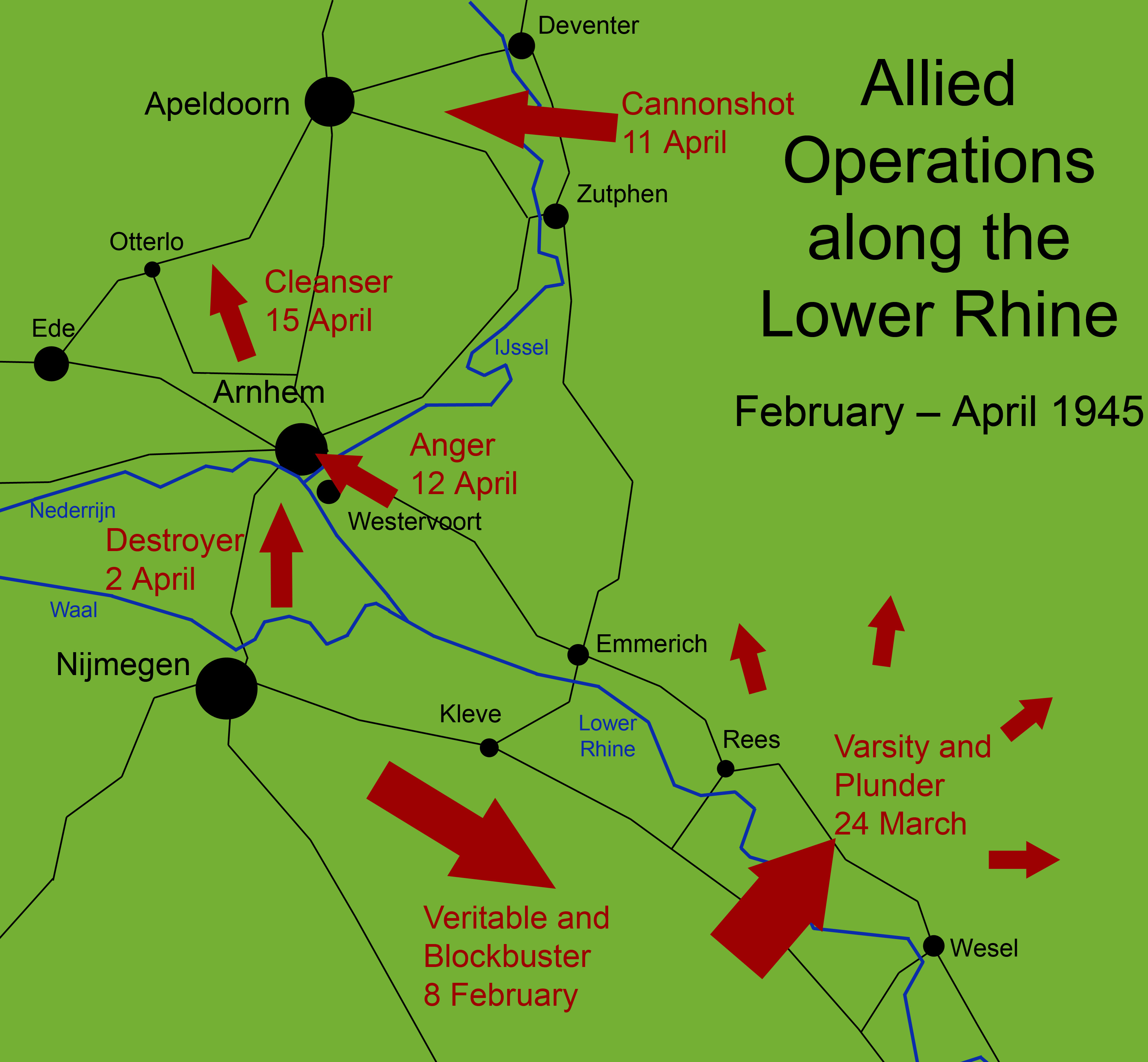
Geallieerde operaties februari–april 1945 in de regio Arnhem

Dit is een chronologisch overzicht van de data waarop de bevrijding in Nederland plaatsvond van steden en dorpen door de geallieerden gedurende de Tweede Wereldoorlog.
| Datum                   | Provincie                                           | Plaats                      | Bijzonderheid | Bevrijd door                                                                                                |
| ----------------------- | --------------------------------------------------- | --------------------------- | --- | --- |
| 12 september 1944       | Limburg                                             | Bergenhuizen                | | [ 1 ] |
| 12 september 1944       | Limburg                                             | Mariadorp                   | | [ 1 ] |
| 12 september 1944       | Limburg                                             | Mesch                       | eerste bevrijde kerkdorp van Nederland | Amerikaanse 30e Infanteriedivisie "The Old Hickory"                                                         |
| 12 september 1944       | Limburg                                             | Mheer                       | | [ 1 ] |
| 12 september 1944       | Limburg                                             | Moerslag                    | | [ 1 ] |
| 12 september 1944       | Limburg                                             | Noorbeek                    | | Amerikaanse 30e Infanteriedivisie "The Old Hickory"                                                         |
| 12 september 1944       | Limburg                                             | Schey                       | | [ 1 ] |
| 12 september 1944       | Limburg                                             | Terlinden                   | | [ 1 ] |
| 12 september 1944       | Limburg                                             | Vroelen                     | | [ 1 ] |
| 12 september 1944       | Limburg                                             | Withuis                     | | [ 1 ] |
| 13 september 1944       | Limburg                                             | Banholt                     | | [ 1 ] |
| 13 september 1944       | Limburg                                             | Bemelen                     | | [ 1 ] |
| 13 september 1944       | Limburg                                             | Berghem                     | | [ 1 ] |
| 13 september 1944       | Limburg                                             | Beutenaken                  | | [ 1 ] |
| 13 september 1944       | Limburg                                             | Billinghuizen               | | [ 1 ] |
| 13 september 1944       | Limburg                                             | Bommerig                    | | [ 1 ] |
| 13 september 1944       | Limburg                                             | Breust                      | | [ 1 ] |
| 13 september 1944       | Limburg                                             | Bruisterbosch               | | [ 1 ] |
| 13 september 1944       | Limburg                                             | Cadier                      | | [ 1 ] |
| 13 september 1944       | Limburg                                             | Cottessen                   | | [ 1 ] |
| 13 september 1944       | Limburg                                             | Crapoel                     | | [ 1 ] |
| 13 september 1944       | Limburg                                             | Eckelrade                   | | [ 1 ] |
| 13 september 1944       | Limburg                                             | Eijsden                     | | [ 1 ] |
| 13 september 1944       | Limburg                                             | Epen                        | | [ 1 ] |
| 13 september 1944       | Limburg                                             | Gasthuis                    | | [ 1 ] |
| 13 september 1944       | Limburg                                             | Gronsveld                   | | [ 1 ] |
| 13 september 1944       | Limburg                                             | Groot Welsden               | | [ 1 ] |
| 13 september 1944       | Limburg                                             | Gulpen                      | | Onderdelen van 19e legerkorps van het Amerikaanse 1e Leger                                                  |
| 13 september 1944       | Limburg                                             | Heer                        | | [ 1 ] |
| 13 september 1944       | Limburg                                             | Heijenrade                  | | [ 1 ] |
| 13 september 1944       | Limburg                                             | Heijenrath                  | | [ 5 ] |
| 13 september 1944       | Limburg                                             | Herkenrade                  | | [ 1 ] |
| 13 september 1944       | Limburg                                             | Heugem                      | | [ 1 ] |
| 13 september 1944       | Limburg                                             | Honthem                     | | [ 1 ] |
| 13 september 1944       | Limburg                                             | Hoogcruts                   | | [ 1 ] |
| 13 september 1944       | Limburg                                             | IJzeren                     | | [ 1 ] |
| 13 september 1944       | Limburg                                             | Keer                        | | [ 1 ] |
| 13 september 1944       | Limburg                                             | Klein Welsden               | | [ 1 ] |
| 13 september 1944       | Limburg                                             | Margraten                   | | [ 1 ] |
| 13 september 1944       | Limburg                                             | Mechelen                    | | [ 1 ] |
| 13 september 1944       | Limburg                                             | Oost-Maarland               | | [ 1 ] |
| 13 september 1944       | Limburg                                             | Raren                       | | [ 1 ] |
| 13 september 1944       | Limburg                                             | Reijmerstok                 | | [ 1 ] |
| 13 september 1944       | Limburg                                             | Rijckholt                   | | [ 1 ] |
| 13 september 1944       | Limburg                                             | Scharn                      | | [ 1 ] |
| 13 september 1944       | Limburg                                             | Scheulder                   | | [ 1 ] |
| 13 september 1944       | Limburg                                             | Schilberg                   | | [ 1 ] |
| 13 september 1944       | Limburg                                             | Sibbe                       | | [ 1 ] |
| 13 september 1944       | Limburg                                             | Sint Geertruid              | | [ 1 ] |
| 13 september 1944       | Limburg                                             | Slenaken                    | | [ 1 ] |
| 13 september 1944       | Limburg                                             | 't Rooth                    | | [ 1 ] |
| 13 september 1944       | Limburg                                             | Terblijt                    | | [ 1 ] |
| 13 september 1944       | Limburg                                             | Termaar                     | | [ 1 ] |
| 13 september 1944       | Limburg                                             | Ulvend                      | | [ 1 ] |
| 13 september 1944       | Limburg                                             | Vilt                        | | [ 1 ] |
| 13 september 1944       | Limburg                                             | Waterop                     | | [ 1 ] |
| 13 september 1944       | Limburg                                             | Wolfhaag                    | | [ 1 ] |
| 13 september 1944       | Limburg                                             | Wolfshuis                   | | [ 1 ] |
| 13 september 1944       | Limburg                                             | Wyck (+ Maastricht-Oost)    | zie: Bevrijding van Maastricht | [ 1 ] |
| 14 september 1944       | Limburg                                             | Berg                        | [ 1 ] | |
| 14 september 1944       | Limburg                                             | Geulhem                     | | [ 1 ] |
| 14 september 1944       | Limburg                                             | Harles                      | | [ 1 ] |
| 14 september 1944       | Limburg                                             | Holset                      | | [ 1 ] |
| 14 september 1944       | Limburg                                             | Maastricht                  | zie: Bevrijding van Maastricht | [ 1 ] |
| 14 september 1944       | Limburg                                             | Melleschet                  | | [ 1 ] |
| 14 september 1944       | Limburg                                             | Oud-Valkenburg              | | Amerikaanse 30e Infanteriedivisie "The Old Hickory"                                                         |
| 14 september 1944       | Limburg                                             | Partij                      | | [ 1 ] |
| 14 september 1944       | Limburg                                             | Schoonbron                  | | Amerikaanse 30e Infanteriedivisie "The Old Hickory"                                                         |
| 14 september 1944       | Limburg                                             | Strucht                     | | [ 1 ] |
| 14 september 1944       | Limburg                                             | Vijlen                      | | [ 1 ] |
| 14 september 1944       | Limburg                                             | Wijlre                      | | [ 1 ] |
| 15 september 1944       | Limburg                                             | Amby                        | | [ 1 ] |
| 15 september 1944       | Limburg                                             | Limmel                      | | [ 1 ] |
| 15 september 1944       | Limburg                                             | Rothem                      | | [ 1 ] |
| 15 september 1944       | Limburg                                             | Weert (Meerssen-Maastricht) | | [ 1 ] |
| 15 september 1944       | Limburg                                             | Wittem                      | | [ 1 ] |
| 16 september 1944       | Zeeland                                             | Koewacht                    | | Poolse militairen                                                                                           |
| 16 september 1944       | Zeeland                                             | Heikant                     | | 10e Regiment Dragonders van de 1ste Poolse Pantserdivisie                                                   |
| 16 september 1944       | Zeeland                                             | Zuiddorpe                   | | Poolse militairen                                                                                           |
| 16 september 1944       | Zeeland                                             | Overslag                    | | Poolse militairen                                                                                           |
| 16 september 1944       | Zeeland                                             | St. Jansteen                | | [ 9 ] |
| 16 september 1944       | Limburg                                             | Baneheide                   | | [ 1 ] |
| 16 september 1944       | Limburg                                             | Bocholtzerheide             | | [ 1 ] |
| 16 september 1944       | Limburg                                             | Borgharen                   | | [ 1 ] |
| 16 september 1944       | Limburg                                             | Broekhem                    | | [ 1 ] |
| 16 september 1944       | Limburg                                             | Bunde                       | | [ 1 ] |
| 16 september 1944       | Limburg                                             | Colmont                     | Bevrijding van Colmont | [ 1 ] |
| 16 september 1944       | Limburg                                             | Elkenrade                   | | [ 1 ] |
| 16 september 1944       | Limburg                                             | Eys                         | | [ 1 ] [ 10 ]                                                                                                |
| 16 september 1944       | Limburg                                             | Gulpen                      | | [ 1 ] |
| 16 september 1944       | Limburg                                             | Houthem                     | | [ 1 ] |
| 16 september 1944       | Limburg                                             | Itteren                     | | [ 1 ] |
| 16 september 1944       | Limburg                                             | Mingersborg                 | | [ 1 ] |
| 16 september 1944       | Limburg                                             | Nijswiller                  | | [ 1 ] |
| 16 september 1944       | Limburg                                             | Oensel                      | | 2nd Armored Division "Hell On Wheels" (Verenigde Staten)                                                    |
| 16 september 1944       | Limburg                                             | Schin op Geul               | | [ 1 ] |
| 16 september 1944       | Limburg                                             | Sint Gerlach                | | [ 1 ] |
| 16 september 1944       | Limburg                                             | Ubachsberg                  | | [ 1 ] |
| 16 september 1944       | Limburg                                             | Wahlwiller                  | | [ 1 ] |
| 17 september 1944       | Limburg                                             | Aalbeek                     | | [ 1 ] |
| 17 september 1944       | Limburg                                             | Arensgenhout                | | [ 1 ] |
| 17 september 1944       | Limburg                                             | Beek                        | | 2nd Armored Division "Hell On Wheels" (Verenigde Staten)                                                    |
| 17 september 1944       | Limburg                                             | Bocholtz                    | | [ 1 ] |
| 17 september 1944       | Limburg                                             | Brommelen                   | | [ 1 ] |
| 17 september 1944       | Limburg                                             | Craubeek                    | | [ 1 ] |
| 17 september 1944       | Limburg                                             | De Bisselt                  | | [ 1 ] |
| 17 september 1944       | Limburg                                             | Emmaberg                    | | [ 1 ] |
| 17 september 1944       | Limburg                                             | Geulle                      | | [ 1 ] |
| 17 september 1944       | Limburg                                             | Geulle aan de Maas          | | [ 1 ] |
| 17 september 1944       | Limburg                                             | Geverik                     | | [ 1 ] |
| 17 september 1944       | Limburg                                             | Groot Haasdal               | | [ 1 ] |
| 17 september 1944       | Limburg                                             | Heek                        | | [ 1 ] |
| 17 september 1944       | Limburg                                             | Heerlen                     | | [ 1 ] [ 12 ]                                                                                                |
| 17 september 1944       | Limburg                                             | Heerlerbaan                 | | [ 1 ] |
| 17 september 1944       | Limburg                                             | Huls                        | | [ 1 ] |
| 17 september 1944       | Limburg                                             | Hulsen                      | | [ 1 ] |
| 17 september 1944       | Limburg                                             | Hulsberg                    | | [ 1 ] |
| 17 september 1944       | Limburg                                             | Kaalheide                   | | [ 1 ] |
| 17 september 1944       | Limburg                                             | Kasen                       | | [ 1 ] |
| 17 september 1944       | Limburg                                             | Klimmen                     | | [ 1 ] |
| 17 september 1944       | Limburg                                             | Kunrade                     | | [ 1 ] |
| 17 september 1944       | Limburg                                             | Lemiers                     | | [ 1 ] |
| 17 september 1944       | Limburg                                             | Meerssen                    | | [ 1 ] |
| 17 september 1944       | Limburg                                             | Molenhoek                   | | [ 1 ] |
| 17 september 1944       | Limburg                                             | Mook                        | | [ 1 ] |
| 17 september 1944       | Limburg                                             | Ransdaal                    | | [ 1 ] |
| 17 september 1944       | Limburg                                             | Retersbeek                  | | [ 1 ] |
| 17 september 1944       | Limburg                                             | Schimmert                   | | [ 1 ] |
| 17 september 1944       | Limburg                                             | Simpelveld                  | | [ 1 ] |
| 17 september 1944       | Noord-Brabant                                       | Sint-Oedenrode              | Operatie Market Garden | |
| 17 september 1944       | Noord-Brabant                                       | Son en Breugel              | Operatie Market Garden | |
| 17 september 1944       | Noord-Brabant                                       | Bergeijk                    | | [ 13 ] |
| 17 september 1944       | Noord-Brabant                                       | Loosbroek                   | | [ 14 ] |
| 17 september 1944       | Noord-Brabant                                       | Heeswijk-Dinther            | | [ 14 ] |
| 17 september 1944       | Noord-Brabant                                       | Huisseling                  | | [ 15 ] |
| 17 september 1944       | Limburg                                             | Spekholzerheide             | | [ 1 ] |
| 17 september 1944       | Limburg                                             | Strabeek                    | | [ 1 ] |
| 17 september 1944       | Limburg                                             | Ulestraten                  | | [ 1 ] |
| 17 september 1944       | Limburg                                             | Valkenburg                  | | [ 1 ] [ 16 ]                                                                                                |
| 17 september 1944       | Noord-Brabant                                       | Valkenswaard                | Operatie Market Garden | [ 17 ] |
| 17 september 1944       | Noord-Brabant                                       | Veghel                      | Operatie Market Garden | |
| 17 september 1944       | Noord-Brabant                                       | Langenboom                  | Operatie Market Garden | [ 18 ] |
| 17 september 1944       | Noord-Brabant                                       | Mill                        | | [ 19 ] |
| 17 september 1944       | Gelderland                                          | Heumen                      | | [ 20 ] |
| 17 september 1944       | Gelderland                                          | Overasselt                  | | [ 20 ] |
| 17 september 1944       | Limburg                                             | Voerendaal                  | | [ 1 ] |
| 17 september 1944       | Limburg                                             | Walem                       | | [ 1 ] |
| 17 september 1944       | Limburg                                             | Weustenrade                 | | [ 1 ] |
| 17 september 1944       | Limburg                                             | Wijnandsrade                | | [ 1 ] |
| 17 september 1944       | Limburg                                             | Winthagen                   | | [ 1 ] |
| 17 september 1944       | Noord-Brabant                                       | Megen                       | | [ 9 ] |
| 18 september 1944       | Limburg                                             | Abdissenbosch               | | [ 1 ] |
| 18 september 1944       | Limburg                                             | Amstenrade                  | | [ 1 ] |
| 18 september 1944       | Limburg                                             | Berg aan de Maas            | | [ 1 ] |
| 18 september 1944       | Limburg                                             | Catsop                      | | [ 1 ] |
| 18 september 1944       | Limburg                                             | Doenrade                    | | [ 1 ] |
| 18 september 1944       | Noord-Brabant                                       | Eindhoven                   | Operatie Market Garden | |
| 18 september 1944       | Limburg                                             | Elsloo                      | | [ 1 ] |
| 18 september 1944       | Limburg                                             | Geleen                      | | [ 1 ] |
| 18 september 1944       | Limburg                                             | Grijzegrubben               | | [ 1 ] |
| 18 september 1944       | Limburg                                             | Groenstraat                 | | [ 1 ] |
| 18 september 1944       | Limburg                                             | Groot Genhout               | | [ 1 ] |
| 18 september 1944       | Noord-Brabant                                       | Grave                       | Operatie Market Garden Zie Slag om Nijmegen | Amerikaanse 82e Luchtlandingsdivisie                                                                        |
| 18 september 1944       | Limburg                                             | Heerlerheide                | | [ 1 ] |
| 18 september 1944       | Limburg                                             | Hoensbroek                  | | [ 1 ] |
| 18 september 1944       | Limburg                                             | Kelmond                     | | [ 1 ] |
| 18 september 1944       | Limburg                                             | Klein Genhout               | | [ 1 ] |
| 18 september 1944       | Limburg                                             | Kleine Meers                | | [ 1 ] |
| 18 september 1944       | Limburg                                             | Krawinkel                   | | [ 1 ] |
| 18 september 1944       | Limburg                                             | Landgraaf                   | | [ 1 ] |
| 18 september 1944       | Limburg                                             | Lauradorp                   | | [ 1 ] |
| 18 september 1944       | Limburg                                             | Leijenbroek                 | | [ 1 ] |
| 18 september 1944       | Limburg                                             | Lutterade                   | | [ 1 ] |
| 18 september 1944       | Limburg                                             | Maasband                    | | [ 1 ] |
| 18 september 1944       | Limburg                                             | Meers                       | | [ 1 ] |
| 18 september 1944       | Limburg                                             | Munstergeleen               | | [ 1 ] |
| 18 september 1944       | Limburg                                             | Nagelbeek                   | | [ 1 ] |
| 18 september 1944       | Limburg                                             | Nattenhoven                 | | [ 1 ] |
| 18 september 1944       | Limburg                                             | Neerbeek                    | | [ 1 ] |
| 18 september 1944       | Limburg                                             | Nieuwenhagen                | | [ 1 ] |
| 18 september 1944       | Limburg                                             | Nuth                        | | [ 1 ] |
| 18 september 1944       | Limburg                                             | Oirsbeek                    | | [ 1 ] |
| 18 september 1944       | Limburg                                             | Ophoven                     | | [ 1 ] |
| 18 september 1944       | Limburg                                             | Puth                        | | [ 1 ] |
| 18 september 1944       | Limburg                                             | Schaesberg                  | | [ 1 ] |
| 18 september 1944       | Limburg                                             | Schinnen                    | | [ 1 ] |
| 18 september 1944       | Limburg                                             | Sittard                     | | [ 1 ] |
| 18 september 1944       | Limburg                                             | Spaubeek                    | | [ 1 ] |
| 18 september 1944       | Limburg                                             | Stein                       | | [ 1 ] |
| 18 september 1944       | Limburg                                             | Sweikhuizen                 | | [ 1 ] |
| 18 september 1944       | Limburg                                             | Terwinselen                 | | [ 1 ] |
| 18 september 1944       | Limburg                                             | Thull                       | | [ 1 ] |
| 18 september 1944       | Limburg                                             | Treebeek                    | | [ 1 ] |
| 18 september 1944       | Limburg                                             | Ubach over Worms            | | [ 1 ] |
| 18 september 1944       | Limburg                                             | Urmond                      | | [ 1 ] |
| 18 september 1944       | Limburg                                             | Vaesrade                    | | [ 1 ] |
| 18 september 1944       | Limburg                                             | Waubach                     | | [ 1 ] |
| 18 september 1944       | Limburg                                             | Wijnandsrade                | | [ 1 ] |
| 18 september 1944       | Limburg                                             | Windraak                    | | [ 1 ] |
| 18 september 1944       | Limburg                                             | Wolfhagen                   | | [ 1 ] |
| 19 september 1944       | Zeeland                                             | Axel                        | Operatie Switchback | 1e Poolse Pantserdivisie                                                                                    |
| 19 september 1944       | Zeeland                                             | Sas van Gent                | | Argyll and Sutherland Highlanders, Algonquin Regiment, Canadian Grenadiers Guards, Royal Canadian Artillery |
| 19 september 1944       | Zeeland                                             | Westdorpe                   | | Argyll and Sutherland Highlanders, Algonquin Regiment, Canadian Grenadiers Guards, Royal Canadian Artillery |
| 19 september 1944       | Limburg                                             | Bingelrade                  | | [ 24 ] |
| 19 september 1944       | Limburg                                             | Born                        | | [ 24 ] |
| 19 september 1944       | Limburg                                             | Broeksittard                | | [ 24 ] |
| 19 september 1944       | Limburg                                             | Brunssum                    | | [ 24 ] |
| 19 september 1944       | Limburg                                             | Buchten                     | | [ 24 ] |
| 19 september 1944       | Limburg                                             | Douvergenhout               | | [ 24 ] |
| 19 september 1944       | Limburg                                             | Einighausen                 | | [ 24 ] |
| 19 september 1944       | Limburg                                             | Grevenbicht                 | | [ 24 ] |
| 19 september 1944       | Limburg                                             | Guttecoven                  | | [ 24 ] |
| 19 september 1944       | Limburg                                             | Jabeek                      | | [ 24 ] |
| 19 september 1944       | Limburg                                             | Limbricht                   | | [ 24 ] |
| 19 september 1944       | Limburg                                             | Merkelbeek                  | | [ 24 ] |
| 19 september 1944       | Limburg                                             | Obbicht                     | | [ 24 ] |
| 19 september 1944       | Limburg                                             | Onderbanken                 | | [ 24 ] |
| 19 september 1944       | Limburg                                             | Overhoven                   | | [ 24 ] |
| 19 september 1944       | Limburg                                             | Papenhoven                  | | [ 24 ] |
| 19 september 1944       | Limburg                                             | Schinnen                    | | [ 24 ] |
| 19 september 1944       | Limburg                                             | Schinveld                   | | [ 24 ] |
| 19 september 1944       | Limburg                                             | Schipperskerk               | | [ 24 ] |
| 19 september 1944       | Limburg                                             | Sittard                     | | [ 24 ] |
| 19 september 1944       | Noord-Brabant                                       | Veldhoven                   | Operatie Market Garden | |
| 19 september 1944       | Noord-Brabant                                       | Steensel                    | | [ 25 ] |
| 19 september 1944       | Noord-Brabant                                       | Oss                         | Hernomen door Duitse militairen op 25 september. | |
| 19 september 1944       | Noord-Brabant                                       | Uden                        | | [ 28 ] |
| 19 september 1944       | Noord-Brabant                                       | Schaijk                     | | [ 29 ] |
| 19 september 1944       | Noord-Brabant                                       | Reek                        | | [ 29 ] |
| 19 september 1944       | Gelderland                                          | Horssen                     | | [ 30 ] |
| 20 september 1944       | Zeeland                                             | Hulst                       | Operatie Switchback | Regiment Bergenjagers van de 1e Poolse Pantserdivisie                                                       |
| 20 september 1944       | Zeeland                                             | Terneuzen                   | Operatie Switchback | |
| 20 september 1944       | Zeeland                                             | Sluiskil                    | | [ 33 ] |
| 20 september 1944       | Zeeland                                             | Kloosterzande               | | [ 34 ] |
| 20 september 1944       | Gelderland                                          | Nijmegen                    | Operatie Market Garden Zie Slag om Nijmegen en Waaloversteek                                                                                                | Amerikaanse 82e Luchtlandingsdivisie en Britse 30e Legerkorps                                               |
| 20 september 1944       | Noord-Brabant                                       | Someren                     | Operatie Market Garden | [ 35 ] |
| 20 september 1944       | Noord-Brabant                                       | Heeze                       | | [ 35 ] |
| 20 september 1944       | Noord-Brabant                                       | Leende                      | | [ 35 ] |
| 20 september 1944       | Noord-Brabant                                       | Soerendonk                  | | [ 35 ] |
| 20 september 1944       | Noord-Brabant                                       | Budel                       | | [ 35 ] |
| 21 september 1944       | Zeeland                                             | Philippine                  | | Algonquin regiment                                                                                          |
| 21 september 1944       | Zeeland                                             | Hoek                        | | [ 36 ] |
| 21 september 1944       | Gelderland                                          | Driel                       | Operatie Market Garden | Poolse 1e Onafhankelijke Parachutistenbrigade                                                               |
| 21 september 1944       | Noord-Brabant                                       | Geldrop                     | Operatie Market Garden | |
| 21 september 1944       | Noord-Brabant                                       | Maarheeze                   | | [ 35 ] |
| 21 september 1944       | Noord-Brabant                                       | Hoogeloon                   | | [ 37 ] |
| 21 september 1944       | Noord-Brabant                                       | Vessem                      | | [ 38 ] |
| 21 september 1944       | Gelderland                                          | Oosterhout                  | | [ 39 ] |
| 21 september 1944       | Gelderland                                          | Slijk-Ewijk                 | | [ 39 ] |
| 22 september 1944       | Noord-Brabant                                       | Asten                       | Operatie Market Garden | |
| 22 september 1944       | Noord-Brabant                                       | Mierlo-Hout                 | | [ 40 ] |
| 22 september 1944       | Noord-Brabant                                       | Stiphout                    | | 23rd Hussars en 8th Battalion (the Rifle Brigade) van de Britse 11e Pantserdivisie                          |
| 22 september 1944       | Noord-Brabant                                       | Bladel                      | | [ 42 ] |
| 22 september 1944       | Noord-Brabant                                       | Middelbeers                 | | |
| 22 september 1944       | Limburg                                             | Stramproy                   | | [ 43 ] |
| 22 september 1944       | Limburg                                             | Tungelroy                   | | [ 43 ] |
| 22 september 1944       | Limburg                                             | Weert                       | Operatie Market Garden | Suffolk Regiment                                                                                            |
| 22 september 1944       | Limburg                                             | Nederweert                  | | [ 35 ] |
| 23 september 1944       | Noord-Brabant                                       | Sint Anthonis               | Tijdelijk hernomen door Duitse militairen op 25 september                                                                                                   | |
| 23 september 1944       | Noord-Brabant                                       | Ommel                       | | [ 35 ] |
| 23 september 1944       | Noord-Brabant                                       | Liessel                     | | [ 35 ] |
| 23 september 1944       | Gelderland                                          | Hemmen                      | Hernomen door Duitse militairen op 28 december | [ 47 ] |
| 24 september 1944       | Noord-Brabant                                       | Vlierden                    | | [ 35 ] |
| 24 september 1944       | Noord-Brabant                                       | Deurne                      | Operatie Market Garden | [ 35 ] |
| 24 september 1944       | Noord-Brabant                                       | Boekel                      | | [ 48 ] |
| 25 september 1944       | Limburg                                             | Haanrade                    | | [ 43 ] |
| 25 september 1944       | Noord-Brabant                                       | Oploo                       | Operatie Market Garden | |
| 25 september 1944       | Noord-Brabant                                       | Helmond                     | Operatie Market Garden | [ 49 ] |
| 25 september 1944       | Noord-Brabant                                       | Gemert                      | | [ 50 ] [ 51 ]                                                                                               |
| 25 september 1944       | Limburg                                             | Hunsel                      | | [ 43 ] |
| 25 september 1944       | Limburg                                             | Ittervoort                  | | [ 43 ] |
| 25 september 1944       | Limburg                                             | Neeritter                   | | [ 43 ] |
| 25 september 1944       | Limburg                                             | Thorn                       | | [ 43 ] |
| 25 september 1944       | Noord-Brabant                                       | Neerkant                    | Hernomen door Duitse militairen op 28-29 oktober. | [ 35 ] [ 52 ]                                                                                               |
| 25 september 1944       | Noord-Brabant                                       | Meijel                      | | [ 35 ] |
| 25 september 1944       | Noord-Brabant                                       | De Rips                     | | [ 53 ] |
| 25 september 1944       | Noord-Brabant                                       | Milheeze                    | | [ 54 ] |
| 26 september 1944       | Noord-Brabant                                       | Elsendorp                   | | [ 55 ] |
| 26 september 1944       | Gelderland                                          | Elst                        | | [ 56 ] |
| 27 september 1944       | Noord-Brabant                                       | Oss                         | Operatie Market GardenTweede bevrijding | |
| 29 september 1944       | Limburg                                             | Holtum                      | | [ 57 ] |
| 29 september 1944       | Limburg                                             | Illikhoven                  | | [ 57 ] |
| 29 september 1944       | Limburg                                             | Nieuwstadt                  | | 113e cavalerie groep en 2e Pantserdivisie van het Amerikaanse 1e Leger                                      |
| 30 september 1944       | Limburg                                             | Roosteren                   | | [ 57 ] |
| 2 of 3 oktober 1944     | Limburg                                             | Rimburg                     | | [ 57 ] |
| 3 oktober 1944          | Noord-Brabant                                       | Baarle                      | | |
| 3 oktober 1944          | Noord-Brabant                                       | Reusel                      | | |
| 3 oktober 1944          | Noord-Brabant                                       | Diessen                     | | [ 60 ] |
| 3 of 4 oktober 1944     | Noord-Brabant                                       | Hilvarenbeek                | | [ 60 ] [ 61 ]                                                                                               |
| 4 oktober 1944          | Noord-Brabant                                       | Esbeek                      | | [ 61 ] |
| 5 oktober 1944          | Limburg                                             | Kerkrade                    | | Amerikaanse 30e Infanteriedivisie "The Old Hickory"                                                         |
| 5 oktober 1944          | Noord-Brabant                                       | Alphen                      | | [ 63 ] |
| 5 oktober 1944          | Zeeland                                             | Putte                       | | [ 64 ] |
| 6 oktober 1944          | Gelderland                                          | Haalderen                   | Britse 50e (Northumbrian) Infanteriedivisie | [ 65 ] |
| 6 oktober 1944          | Noord-Brabant                                       | Ossendrecht                 | | |
| 6 oktober 1944          | Zeeland                                             | Braakman                    | | [ 66 ] |
| 10 oktober 1944         | Zeeland                                             | Hoofdplaat                  | | [ 67 ] |
| 10 oktober 1944         | Gelderland                                          | Wamel                       | | [ 68 ] |
| 11 oktober 1944         | Zeeland                                             | Biervliet                   | | [ 67 ] |
| 12 oktober 1944         | Noord-Brabant                                       | Overloon                    | Zie Slag om Overloon | |
| 16 oktober 1944         | Limburg                                             | Merselo                     | | [ 69 ] |
| 16 oktober 1944         | Zeeland                                             | Eede                        | | [ 67 ] |
| 18 oktober 1944         | Zeeland                                             | IJzendijke                  | | [ 67 ] |
| 18 oktober 1944         | Limburg                                             | Heide                       | | [ 70 ] |
| 18 oktober 1944         | Limburg                                             | Venray                      | | [ 70 ] |
| 18 oktober 1944         | Limburg                                             | Ysselsteyn                  | | [ 70 ] |
| 19 oktober 1944         | Zeeland                                             | Waterlandkerkje             | | [ 67 ] |
| 19 oktober 1944         | Zeeland                                             | Aardenburg                  | | [ 67 ] |
| 19 oktober 1944         | Limburg                                             | Leunen                      | | [ 70 ] |
| 20 oktober 1944         | Limburg                                             | Vaals                       | | [ 70 ] |
| 21 oktober 1944         | Zeeland                                             | Breskens                    | | [ 67 ] |
| 22 oktober 1944         | Noord-Brabant                                       | Nuland                      | | [ 71 ] |
| 23 oktober 1944         | Noord-Brabant                                       | Schijndel                   | Operatie Pheasant | |
| 23 oktober 1944         | Noord-Brabant                                       | Sint-Michielsgestel         | Operatie Pheasant | |
| 23 oktober 1944         | Noord-Brabant                                       | Rosmalen                    | Operatie Pheasant | |
| 23 oktober 1944         | Noord-Brabant                                       | Kruisstraat                 | Operatie Pheasant | |
| 23 oktober 1944         | Zeeland                                             | Schoondijke                 | | [ 67 ] |
| 24 oktober 1944         | Noord-Brabant                                       | Hintham                     | Operatie Pheasant | |
| 24 oktober 1944         | Noord-Brabant                                       | Liempde                     | | [ 72 ] |
| 24 oktober 1944         | Noord-Brabant                                       | Oirschot                    | | eenheden van de 15de Schotse Divisie                                                                        |
| 24 oktober 1944         | Noord-Brabant                                       | Boxtel                      | | [ 74 ] |
| 24 oktober 1944         | Noord-Brabant                                       | Woensdrecht                 | | [ 75 ] |
| 24 oktober 1944         | Noord-Brabant                                       | Hoogerheide                 | | [ 75 ] |
| 24 oktober 1944         | Noord-Brabant                                       | Best                        | | [ 76 ] |
| 25 oktober 1944         | Zeeland                                             | Rilland                     | | [ 77 ] |
| 26 oktober 1944         | Noord-Brabant                                       | Oisterwijk                  | | [ 78 ] |
| 26 oktober 1944         | Noord-Brabant                                       | Kamp Vught                  | Operatie Pheasant | |
| 26 oktober 1944         | Zeeland                                             | Oostburg                    | | [ 67 ] |
| 26 oktober 1944         | Zeeland                                             | Krabbendijke                | | [ 79 ] |
| 26 oktober 1944         | Zeeland                                             | Baarland                    | | [ 80 ] |
| 27 oktober 1944         | Zeeland                                             | Nieuwvliet                  | | [ 67 ] |
| 27 oktober 1944         | Zeeland                                             | Groede                      | | [ 67 ] |
| 27 oktober 1944         | Zeeland                                             | Yerseke                     | | [ 81 ] |
| 27 oktober 1944         | Zeeland                                             | Kruiningen                  | | [ 82 ] |
| 27 oktober 1944         | Zeeland                                             | Heinkenszand                | | |
| 27 oktober 1944         | Noord-Brabant                                       | Bergen op Zoom              | | |
| 27 oktober 1944         | Noord-Brabant                                       | Vught                       | Operatie Pheasant | Canadese 4e pantserdivisie                                                                                  |
| 27 oktober 1944         | Noord-Brabant                                       | Zundert                     | | [ 85 ] |
| 27 oktober 1944         | Noord-Brabant                                       | Achtmaal                    | | [ 86 ] |
| 27 oktober 1944         | Noord-Brabant                                       | Gilze                       | | [ 87 ] |
| 27 oktober 1944         | Noord-Brabant                                       | 's-Hertogenbosch            | Operatie Pheasant | Britse 53ste divisie van het 2de Leger onder commando van generaal-majoor R.K. Ross                         |
| 27 oktober 1944         | Noord-Brabant                                       | Tilburg                     | Operatie Pheasant | |
| 28 oktober 1944         | Noord-Brabant                                       | Bavel                       | Operatie Pheasant | 1e Poolse Pantserdivisie                                                                                    |
| 28 oktober 1944         | Noord-Brabant                                       | Chaam                       | | 1e Poolse Pantserdivisie                                                                                    |
| 28 oktober 1944         | Noord-Brabant                                       | Wouw                        | | 107TH R.A.C. THE KINGS OWN                                                                                  |
| 28 oktober 1944         | Noord-Brabant                                       | Rijen                       | | [ 92 ] |
| 28 oktober 1944         | Noord-Brabant                                       | Molenschot                  | | [ 93 ] |
| 28 oktober 1944         | Zeeland                                             | Biezelinge                  | | [ 94 ] |
| 28 oktober 1944         | Zeeland                                             | Kapelle                     | | [ 94 ] |
| 28 oktober 1944         | Zeeland                                             | Schore                      | | [ 94 ] |
| 28 oktober 1944         | Zeeland                                             | Wemeldinge                  | | [ 94 ] |
| nacht van 28-29 oktober | Noord-Brabant                                       | Sprundel                    | | [ 95 ] |
| 29 oktober 1944         | Zeeland                                             | Zuidzande                   | | [ 67 ] |
| 29 oktober 1944         | Zeeland                                             | Ovezande                    | | [ 96 ] |
| 29 oktober 1944         | Zeeland                                             | Ellewoutsdijk               | | [ 97 ] |
| 29 oktober 1944         | Zeeland                                             | Hansweert                   | | [ 98 ] |
| 29 oktober 1944         | Noord-Brabant                                       | Breda                       | Operatie Pheasant | 1e Poolse Pantserdivisie                                                                                    |
| 29 oktober 1944         | Noord-Brabant                                       | Ulicoten                    | | [ 101 ] |
| 30 oktober 1944         | Noord-Brabant                                       | Roosendaal                  | Operatie Pheasant | |
| 30 oktober 1944         | Noord-Brabant                                       | Oosterhout                  | | [ 102 ] |
| 30 oktober 1944         | Noord-Brabant                                       | Vrijhoeve-Capelle           | | [ 103 ] |
| 30 oktober 1944         | Zeeland                                             | Tholen                      | | |
| 30 oktober 1944         | Zeeland                                             | Goes                        | Operatie Vitality | |
| 30 oktober 1944         | Zeeland                                             | Cadzand                     | | [ 67 ] |
| 30 oktober 1944         | Zeeland                                             | Retranchement               | | [ 67 ] |
| 30 oktober 1944         | Zeeland                                             | Lewedorp                    | | [ 104 ] |
| 30 oktober 1944         | Zeeland                                             | Borssele                    | | [ 105 ] |
| 30 oktober 1944         | Zeeland                                             | Halsteren                   | | [ 106 ] |
| 30 oktober 1944         | Zeeland                                             | Sint-Annaland               | | [ 107 ] |
| 30 oktober 1944         | Noord-Brabant                                       | Oud Gastel                  | | [ 108 ] |
| 30 oktober 1944         | Noord-Brabant                                       | Etten-Leur                  | | [ 109 ] |
| 31 oktober 1944         | Noord-Brabant                                       | Liessel                     | Tweede bevrijding: Duitse militairen hadden het dorp eerder hernomen op 27-28 oktober.                                                                      | [ 35 ] |
| 31 oktober 1944         | Noord-Brabant                                       | Dennendijkse Bossen         | Tweede bevrijding: Duitse militairen hadden de bossen eerder hernomen op 30 oktober.                                                                        | [ 35 ] |
| 1 november 1944         | Zeeland                                             | Sluis                       | | [ 110 ] |
| 1 november 1944         | Zeeland                                             | Aagtekerke                  | Operatie Infatuate | [ 111 ] |
| 1 november 1944         | Zeeland                                             | Grijpskerke                 | Operatie Infatuate | [ 111 ] |
| 1 november 1944         | Zeeland                                             | Westkapelle                 | Operatie Infatuate | [ 111 ] |
| 1 november 1944         | Zeeland                                             | Vlissingen                  | Operatie Infatuate | [ 112 ] |
| 1 november 1944         | Zeeland                                             | Kamperland                  | | [ 113 ] |
| 1 november 1944         | Zeeland                                             | Kats                        | | [ 114 ] |
| 2 november 1944         | Zeeland                                             | Colijnsplaat                | | [ 115 ] |
| 2 november 1944         | Zeeland                                             | Biggekerke                  | Operatie Infatuate | [ 111 ] |
| 2 november 1944         | Zeeland                                             | Meliskerke                  | Operatie Infatuate | [ 111 ] |
| 2 november 1944         | Zeeland                                             | Wissenkerke                 | Operatie Vitality | |
| 2 november 1944         | Zeeland                                             | Zoutelande                  | Operatie Infatuate | [ 111 ] |
| 2 november 1944         | Noord-Brabant                                       | Neerkant                    | Tweede bevrijding: Duitse militairen hadden het dorp eerder hernomen op 28-29 oktober.                                                                      | [ 35 ] [ 52 ]                                                                                               |
| 4 november 1944         | Noord-Brabant                                       | Made                        | Operatie Pheasant | 1e Poolse Pantserdivisie met hulp van de Prinses Irene Brigade en Britse en Amerikaanse troepen             |
| 4 november 1944         | Zeeland                                             | Oost-Souburg                | Operatie Infatuate | [ 111 ] |
| 4 november 1944         | Zeeland                                             | Domburg                     | | [ 117 ] |
| 4 november 1944         | Zeeland                                             | Ritthem                     | Operatie Infatuate | [ 111 ] |
| 4 november 1944         | Noord-Brabant                                       | Steenbergen                 | Operatie Pheasant Zie Bevrijding van Steenbergen en Welberg                                                                                                 | 4e Canadese Pantserdivisie                                                                                  |
| 4 november 1944         | Noord-Brabant                                       | Welberg                     | Operatie Pheasant Zie Bevrijding van Steenbergen en Welberg                                                                                                 | 4e Canadese Pantserdivisie                                                                                  |
| 4 november 1944         | Noord-Brabant                                       | Haghorst                    | | [ 118 ] |
| 4 november 1944         | Zeeland                                             | West-Souburg                | Operatie Infatuate | [ 111 ] |
| 4 november 1944         | Zeeland                                             | Sint Philipsland            | | [ 119 ] |
| 5 november 1944         | Zeeland                                             | Arnemuiden                  | Operatie Infatuate | [ 111 ] |
| 5 november 1944         | Zeeland                                             | Nieuw- en Sint Joosland     | Operatie Infatuate | [ 111 ] |
| 5 november 1944         | Noord-Brabant                                       | Dinteloord                  | | [ 120 ] |
| 5 november 1944         | Noord-Brabant                                       | Zevenbergen                 | | [ 121 ] |
| 5 november 1944         | Noord-Brabant                                       | Heusden                     | | [ 122 ] |
| 5 november 1944         | Noord-Brabant                                       | Drunen                      | | [ 123 ] |
| 6 november 1944         | Zeeland                                             | Koudekerke                  | Operatie Infatuate De aanwezige bezetting van 13 of 14 Duitse soldaten hadden zich al op 3 november overgegeven aan de plaatselijke hoofd van de Ordedienst | [ 124 ] |
| 6 november 1944         | Zeeland                                             | Middelburg                  | Operatie Infatuate | [ 111 ] |
| 7 november 1944         | Zeeland                                             | Sint Laurens                | Operatie Infatuate | [ 111 ] |
| 7 november 1944         | Zeeland                                             | Veere                       | Operatie Infatuate | [ 111 ] |
| 7 november 1944         | Limburg                                             | Hof (Limburg)               | Coördinaten: 51.351, 5.876 | [ 35 ] |
| 8 november 1944         | Zeeland                                             | Oostkapelle                 | Operatie Infatuate | [ 111 ] |
| 8 november 1944         | Zeeland                                             | Serooskerke                 | Operatie Infatuate | [ 111 ] |
| 8 november 1944         | Zeeland                                             | Vrouwenpolder               | Operatie Infatuate | [ 111 ] |
| 9 november 1944         | Noord-Brabant                                       | Moerdijk                    | | [ 125 ] |
| 12 november 1944        | Noord-Brabant                                       | Schans                      | | [ 35 ] |
| 14 november 1944        | Limburg                                             | Meijel                      | | [ 35 ] |
| 15 november 1944        | Limburg                                             | Eind                        | | [ 126 ] |
| 15 november 1944        | Limburg                                             | Kelpen-Oler                 | | [ 126 ] |
| 15 november 1944        | Limburg                                             | Leveroy                     | | [ 126 ] |
| 15 november 1944        | Limburg                                             | Nederweert                  | Operatie Nutcracker Tweede bevrijding: Duitse militairen hadden het dorp eerder hernomen op 29 oktober.                                                     | [ 126 ] |
| 15 november 1944        | Limburg                                             | Ospel                       | | [ 126 ] |
| 16 november 1944        | Limburg                                             | Baexem                      | | [ 126 ] |
| 16 november 1944        | Limburg                                             | Beegden                     | | [ 126 ] |
| 16 november 1944        | Limburg                                             | Buggenum                    | | [ 126 ] |
| 16 november 1944        | Limburg                                             | Grathem                     | | [ 126 ] |
| 16 november 1944        | Limburg                                             | Haelen                      | | [ 126 ] |
| 16 november 1944        | Limburg                                             | Heel                        | | [ 126 ] |
| 16 november 1944        | Limburg                                             | Heythuysen                  | Operatie Nutcracker | [ 126 ] |
| 16 november 1944        | Limburg                                             | Horn                        | Operatie Nutcracker | [ 126 ] |
| 16 november 1944        | Limburg                                             | Nunhem                      | | [ 126 ] |
| 16 november 1944        | Limburg                                             | Panheel                     | Operatie Nutcracker | [ 126 ] |
| 16 november 1944        | Limburg                                             | Roggel                      | | [ 126 ] |
| 16 november 1944        | Limburg                                             | Wessem                      | | [ 126 ] |
| 17 november 1944        | Limburg                                             | Meijel                      | Meijel voor 3e keer en definitief bevrijd Op 25 september voor de eerste keer bevrijd Op 6 november voor de tweede keer bevrijd                             | [ 126 ] |
| 18 november 1944        | Limburg                                             | Beringe                     | | [ 126 ] |
| 18 november 1944        | Limburg                                             | Helden                      | Operatie Nutcracker | [ 126 ] |
| 18 november 1944        | Limburg                                             | Kessel                      | | [ 126 ] |
| 18 november 1944        | Limburg                                             | Maasbree                    | | [ 126 ] |
| 18 november 1944        | Limburg                                             | Panningen                   | Operatie Nutcracker | [ 126 ] |
| 20 november 1944        | Limburg                                             | Koningslust                 | Operatie Nutcracker | |
| 21 november 1944        | Limburg                                             | Baarlo                      | | [ 128 ] |
| 22 november 1944        | Limburg                                             | America                     | | [ 128 ] |
| 22 november 1944        | Limburg                                             | Sevenum                     | Operatie Nutcracker | VIII Corps, 15e Divisie                                                                                     |
| 23 november 1944        | Limburg                                             | Castenray                   | | [ 128 ] |
| 23 november 1944        | Limburg                                             | Horst                       | | [ 128 ] |
| 23 november 1944        | Limburg                                             | Oirlo                       | | [ 128 ] |
| 23 november 1944        | Limburg                                             | Oostrum                     | | [ 128 ] |
| 23 november 1944        | Limburg                                             | Veulen                      | | [ 128 ] |
| 24 november 1944        | Limburg                                             | Meerlo                      | | [ 128 ] |
| 24 november 1944        | Limburg                                             | Tienray                     | | [ 128 ] |
| 25 november 1944        | Limburg                                             | Blitterswijck               | | [ 128 ] |
| 25 november 1944        | Limburg                                             | Melderslo                   | | [ 128 ] |
| 25 november 1944        | Limburg                                             | Swolgen                     | | [ 128 ] |
| 27 november 1944        | Limburg                                             | Broekhuizenvorst            | | [ 128 ] |
| 27 november 1944        | Limburg                                             | Grubbenvorst                | | [ 128 ] |
| 27 november 1944        | Limburg                                             | Lottum                      | | [ 128 ] |
| 30 november 1944        | Limburg                                             | Broekhuizen                 | | [ 130 ] |
| 30 november 1944        | Limburg                                             | Geijsteren                  | | [ 130 ] |
| 2 december 1944         | Limburg                                             | Wanssum                     | | [ 130 ] |
| 3 december 1944         | Limburg                                             | Blerick                     | Operatie Guildford | [ 130 ] |
| 5 januari 1945          | Gelderland                                          | Hemmen                      | Tweede bevrijding: Eerder hernomen door Duitse militairen op 28 december.                                                                                   | [ 47 ] |
| 17 januari 1945         | Limburg                                             | Baakhoven                   | | [ 131 ] |
| 17 januari 1945         | Limburg                                             | Dieteren                    | | [ 131 ] |
| 17 januari 1945         | Limburg                                             | Susteren                    | | [ 131 ] |
| 18 januari 1945         | Limburg                                             | Echt                        | Operatie Blackcock | [ 131 ] |
| 18 januari 1945         | Limburg                                             | Hingen                      | | [ 131 ] |
| 18 januari 1945         | Limburg                                             | Koningsbosch                | | [ 131 ] |
| 18 januari 1945         | Limburg                                             | Pey                         | | [ 131 ] |
| 18 januari 1945         | Limburg                                             | Schilberg                   | | [ 131 ] |
| 20 januari 1945         | Limburg                                             | Ohé en Laak                 | | [ 131 ] |
| 20 januari 1945         | Limburg                                             | Stevensweert                | | [ 131 ] |
| 21 januari 1945         | Limburg                                             | Echterbosch                 | | [ 131 ] |
| 21 januari 1945         | Limburg                                             | Sint Joost                  | | [ 131 ] |
| 23 januari 1945         | Limburg                                             | Brachterbeek                | | [ 132 ] |
| 23 januari 1945         | Limburg                                             | Maasbracht                  | | [ 132 ] |
| 23 januari 1945         | Limburg                                             | Montfort                    | Operatie Blackcock | [ 132 ] |
| 24 januari 1945         | Limburg                                             | Reutje                      | | [ 132 ] |
| 25 januari 1945         | Limburg                                             | Linne                       | Operatie Blackcock | [ 132 ] |
| 26 januari 1945         | Limburg                                             | Posterholt                  | | [ 132 ] |
| 27 januari 1945         | Limburg                                             | Sint Odiliënberg            | Operatie Blackcock | [ 132 ] |
| 31 januari 1945         | Noord-Brabant                                       | Kapelsche Veer              | Strijd om Kapelsche Veer | |
| 11 februari 1945        | Limburg                                             | Ottersum                    | | [ 133 ] |
| 12 februari 1945        | Limburg                                             | Gennep                      | Operatie Veritable | 52e (Laagland) Divisie                                                                                      |
| 12 februari 1945        | Limburg                                             | Middelaar                   | | [ 133 ] |
| 12 februari 1945        | Limburg                                             | Milsbeek                    | | [ 133 ] |
| 12 februari 1945        | Limburg                                             | Plasmolen                   | | [ 133 ] |
| 14 februari 1945        | Limburg                                             | Heijen                      | Operatie Veritable | Schotse 51e Gordon Highland en 52e (Laagland) Divisie                                                       |
| 17 februari 1945        | Limburg                                             | Afferden                    | Operatie Veritable | 52e (Laagland) Divisie                                                                                      |
| 28 februari 1945        | Limburg                                             | Siebengewald                | | [ 137 ] |
| 1 maart 1945            | Limburg                                             | Roermond                    | Operatie Grenade | [ 137 ] |
| 1 maart 1945            | Limburg                                             | Beesel                      | Operatie Grenade | [ 137 ] |
| 1 maart 1945            | Limburg                                             | Bleijenbeek                 | | [ 137 ] |
| 1 maart 1945            | Limburg                                             | Boukoul                     | | [ 137 ] |
| 1 maart 1945            | Limburg                                             | Herkenbosch                 | | [ 137 ] |
| 1 maart 1945            | Limburg                                             | Herten                      | | [ 137 ] |
| 1 maart 1945            | Limburg                                             | Maasniel                    | | [ 137 ] |
| 1 maart 1945            | Limburg                                             | Melick                      | | [ 137 ] |
| 1 maart 1945            | Limburg                                             | Merum                       | | [ 137 ] |
| 1 maart 1945            | Limburg                                             | Offenbeek                   | | [ 137 ] |
| 1 maart 1945            | Limburg                                             | Ool                         | | [ 137 ] |
| 1 maart 1945            | Limburg                                             | Vlodrop                     | | [ 137 ] |
| 1 maart 1945            | Limburg                                             | Venlo                       | Operatie Grenade, Zie Bevrijding van Venlo en Blerick | [ 137 ] |
| 1 maart 1945            | Limburg                                             | Reuver                      | Operatie Grenade | [ 137 ] |
| 1 maart 1945            | Limburg                                             | Tegelen                     | Operatie Grenade | [ 137 ] |
| 2 maart 1945            | Limburg                                             | Swalmen                     | Operatie Grenade | [ 137 ] |
| 2 maart 1945            | Limburg                                             | Belfeld                     | | [ 137 ] |
| 3 maart 1945            | Limburg                                             | Arcen                       | Operatie Grenade | [ 137 ] |
| 3 maart 1945            | Limburg                                             | Well                        | Operatie Grenade | [ 137 ] |
| 3 maart 1945            | Limburg                                             | Bergen                      | | [ 137 ] |
| 3 maart 1945            | Limburg                                             | Velden                      | | [ 137 ] |
| 3 maart 1945            | Limburg                                             | Wellerlooi                  | | [ 137 ] |
| 28 maart 1945           | Gelderland                                          | Megchelen                   | Operatie Plunder Als eerste Nederlandse plaats ten noorden van de Rijn                                                                                      | |
| 30 maart 1945           | Gelderland                                          | Gendringen                  | | |
| 30 maart 1945           | Gelderland                                          | Varsseveld                  | | |
| 30 maart 1945           | Gelderland                                          | Aalten                      | | |
| 31 maart 1945           | Gelderland                                          | Winterswijk                 | Zie Tankslag in het Woold | |
| 31 maart 1945           | Gelderland                                          | Dinxperlo                   | | |
| 31 maart 1945           | Gelderland                                          | Groenlo                     | | |
| 1 april 1945            | Gelderland                                          | 's-Heerenberg               | | |
| 1 april 1945            | Overijssel                                          | Boekelo                     | | [ 138 ] |
| 1 april 1945            | Gelderland                                          | Eibergen                    | | |
| 1 april 1945            | Overijssel                                          | Enschede                    | | |
| 1 april 1945            | Gelderland                                          | Terborg                     | | |
| 1 april 1945            | Overijssel                                          | Twekkelo                    | | [ 138 ] |
| 1 april 1945            | Overijssel                                          | Usselo                      | | [ 138 ] |
| 1 april 1945            | Gelderland                                          | Doetinchem                  | | [ 56 ] |
| 2 april 1945            | Gelderland                                          | Hummelo                     | | |
| 2 april 1945            | Gelderland                                          | Hengelo                     | | |
| 2 april 1945            | Gelderland                                          | Vorden                      | | |
| 2 april 1945            | Gelderland                                          | Ruurlo                      | | |
| 2 april 1945            | Gelderland                                          | Gendt                       | | [ 139 ] |
| 3 april 1945            | Overijssel                                          | Borne                       | | Fred Nachbaur, een Britse infanterist D-compagnie van het 4e Bataljon Dorset regiment                       |
| 3 april 1945            | Overijssel                                          | Hengelo                     | | [ 142 ] |
| 3 april 1945            | Gelderland                                          | Zevenaar                    | | |
| 5 april 1945            | Overijssel                                          | Almelo                      | | |
| 6 april 1945            | Drenthe                                             | Coevorden                   | | Canadese Eerste Leger                                                                                       |
| 6 april 1945            | Overijssel                                          | Dedemsvaart                 | | |
| 6 april 1945            | Overijssel                                          | Balkbrug                    | | |
| 6 april 1945            | Overijssel                                          | Den Ham                     | | [ 144 ] |
| 7-8 april 1945          | Friesland                                           | Haulerwijk                  | | [ 145 ] |
| 7-8 april 1945          | Friesland                                           | Appelscha                   | | [ 145 ] |
| 8 april 1945            | Drenthe                                             | Orvelte                     | | [ 146 ] |
| 8 april 1945            | Gelderland                                          | Borculo                     | | 1e Poolse Pantserdivisie                                                                                    |
| 8 april 1945            | Overijssel                                          | Goor                        | | 1e Poolse Pantserdivisie                                                                                    |
| 8 april 1945            | Gelderland                                          | Lochem                      | | 1e Poolse Pantserdivisie                                                                                    |
| 8 april 1945            | Overijssel                                          | Markelo                     | | Les Fusiliers Mont Royal                                                                                    |
| 8 april 1945            | Gelderland                                          | Neede                       | | 1e Poolse Pantserdivisie                                                                                    |
| 8 april 1945            | Gelderland                                          | Zutphen                     | | Canadese 3e Infanteriedivisie Ter herinnering werd in 1948 de Canadezenbrug als monument onthuld            |
| 8 april 1945            | Overijssel                                          | IJhorst                     | | |
| 8 april 1945            | Overijssel                                          | Bathmen                     | | [ 151 ] |
| 9 april 1945            | Overijssel                                          | Rijssen                     | | [ 152 ] |
| 9 april 1945            | Overijssel                                          | Holten                      | | [ 152 ] |
| 9 april 1945            | Overijssel                                          | Haarle                      | | Canadezen                                                                                                   |
| 9 april 1945            | Overijssel                                          | Nijverdal                   | | |
| 9 april 1945            | Overijssel                                          | Wierden                     | | 1e Poolse Pantserdivisie                                                                                    |
| 9 april 1945            | Drenthe                                             | Oosterhesselerbrug          | | [ 154 ] |
| 9 april 1945            | Drenthe                                             | Slagharen                   | | [ 155 ] |
| 9 april 1945            | Overijssel                                          | Nieuw Heeten                | | [ 156 ] |
| 9 april 1945            | Overijssel                                          | Heeten                      | | [ 156 ] |
| 9 april 1945            | Overijssel                                          | Okkenbroek                  | | [ 156 ] |
| 10 april 1945           | Overijssel                                          | Deventer                    | | |
| 10 april 1945           | Drenthe                                             | Schoonoord                  | | [ 157 ] |
| 10 april 1945           | Drenthe                                             | Zuidwolde                   | | [ 158 ] |
| 10 april 1945           | Drenthe                                             | Elim                        | | [ 159 ] |
| 10 april 1945           | Drenthe                                             | Nieuwlande                  | | [ 159 ] |
| 10 april 1945           | Drenthe                                             | Hollandscheveld             | | [ 159 ] |
| 10 april 1945           | Drenthe                                             | Emmen                       | Zie Bevrijding van Emmen | 1e Poolse Pantserdivisie                                                                                    |
| 10 april 1945           | Overijssel                                          | Lemele                      | | [ 161 ] |
| 10 april 1945           | Overijssel                                          | Archem                      | | [ 161 ] |
| 10 april 1945           | Overijssel                                          | Dalmsholte                  | | [ 161 ] |
| 10 april 1945           | Overijssel                                          | Hardenberg                  | | 1e Poolse Pantserdivisie                                                                                    |
| 10 april 1945           | Overijssel                                          | Kloosterhaar                | | 1e Poolse Pantserdivisie                                                                                    |
| 10 april 1945           | Overijssel                                          | Mariënberg                  | | 1e Poolse Pantserdivisie                                                                                    |
| 10 april 1945           | Drenthe                                             | Noordbarge                  | | 1e Poolse Pantserdivisie                                                                                    |
| 10 april 1945           | Drenthe                                             | Nieuw-Amsterdam             | | 1e Poolse Pantserdivisie                                                                                    |
| 10 april 1945           | Drenthe                                             | Oosterhesselen              | | 1e Poolse Pantserdivisie                                                                                    |
| 10 april 1945           | Drenthe                                             | Veenoord                    | | 1e Poolse Pantserdivisie                                                                                    |
| 10 april 1945           | Drenthe                                             | Wilhelminaoord              | | 1e Poolse Pantserdivisie                                                                                    |
| 11 april 1945           | Groningen                                           | Barnflair                   | | 1e Poolse Pantserdivisie                                                                                    |
| 11 april 1945           | Drenthe                                             | Borger                      | | 1e Poolse Pantserdivisie                                                                                    |
| 11 april 1945           | Drenthe                                             | Dwingeloo                   | | 1e Poolse Pantserdivisie                                                                                    |
| 11 april 1945           | Drenthe                                             | Emmer-Compascuum            | | 1e Poolse Pantserdivisie                                                                                    |
| 11 april 1945           | Drenthe                                             | Emmer-Erfscheidenveen       | | 1e Poolse Pantserdivisie                                                                                    |
| 11 april 1945           | Drenthe                                             | Exloo                       | | 1e Poolse Pantserdivisie                                                                                    |
| 11 april 1945           | Drenthe                                             | Nieuw-Weerdinge             | | 1e Poolse Pantserdivisie                                                                                    |
| 11 april 1945           | Drenthe                                             | Odoorn                      | | |
| 11 april 1945           | Drenthe                                             | Westerbork                  | | [ 162 ] |
| 11 april 1945           | Drenthe                                             | Spier                       | | [ 162 ] |
| 11 april 1945           | Drenthe                                             | Drijber                     | | [ 163 ] |
| 11 april 1945           | Drenthe                                             | Terhorst                    | | [ 163 ] |
| 11 april 1945           | Drenthe                                             | Holthe                      | | [ 163 ] |
| 11 april 1945           | Drenthe                                             | Lieving                     | | [ 163 ] |
| 11 april 1945           | Drenthe                                             | Makkum                      | | [ 163 ] |
| 11 april 1945           | Drenthe                                             | Wijster                     | | [ 162 ] |
| 11 april 1945           | Overijssel                                          | Ommen                       | | [ 144 ] |
| 11 april 1945           | Overijssel                                          | Raalte                      | | [ 144 ] |
| 11 april 1945           | Overijssel                                          | Wijhe                       | | [ 164 ] |
| 11 april 1945           | Drenthe                                             | Roswinkel                   | | 1e Poolse Pantserdivisie                                                                                    |
| 11 april 1945           | Groningen                                           | Ter Apel                    | | 1e Poolse Pantserdivisie                                                                                    |
| 11 april 1945           | Groningen                                           | Ter Wisch                   | | 1e Poolse Pantserdivisie                                                                                    |
| 11 april 1945           | Drenthe                                             | Valthe                      | | 1e Poolse Pantserdivisie                                                                                    |
| 11 april 1945           | Drenthe                                             | Valthermond                 | | 1e Poolse Pantserdivisie                                                                                    |
| 11 april 1945           | Drenthe                                             | Weerdinge                   | | 1e Poolse Pantserdivisie                                                                                    |
| 11 april 1945           | Drenthe                                             | Ruinen                      | | [ 165 ] |
| 11 april 1945           | Drenthe                                             | Ansen                       | | [ 165 ] |
| 11 april 1945           | Drenthe                                             | Hoogeveen                   | | [ 166 ] |
| 11 april 1945           | Drenthe                                             | Lhee                        | | [ 165 ] |
| 11 april 1945           | Drenthe                                             | Eursinge (De Wolden)        | | [ 165 ] |
| 11 april 1945           | Drenthe                                             | Pesse                       | | [ 165 ] |
| 11 april 1945           | Drenthe                                             | Brunsting                   | | [ 165 ] |
| 12 april 1945           | Drenthe                                             | Diever                      | | [ 165 ] |
| 12 april 1945           | Drenthe                                             | Vledder                     | | [ 165 ] |
| 12 april 1945           | Drenthe                                             | Frederiksoord               | | [ 165 ] |
| 12 april 1945           | Drenthe                                             | Wapserveen                  | | [ 165 ] |
| 12 april 1945           | Drenthe                                             | Doldersum                   | | [ 165 ] |
| 12 april 1945           | Drenthe                                             | Zorgvlied                   | | [ 165 ] |
| 12 april 1945           | Drenthe                                             | Wateren                     | | [ 165 ] |
| 12 april 1945           | Drenthe                                             | Oranje                      | | [ 165 ] |
| 12 april 1945           | Drenthe                                             | Hijken                      | | [ 165 ] |
| 12 april 1945           | Gelderland                                          | Brummen                     | | [ 165 ] |
| 12 april 1945           | Gelderland                                          | Twello                      | | 1e Infanteriedivisie (Canada)                                                                               |
| 12 april 1945           | Drenthe                                             | Buinen                      | | 1e Poolse Pantserdivisie                                                                                    |
| 12 april 1945           | Drenthe                                             | Buinerveen                  | | 1e Poolse Pantserdivisie                                                                                    |
| 12 april 1945           | Drenthe                                             | Eerste Exloërmond           | | 1e Poolse Pantserdivisie                                                                                    |
| 12 april 1945           | Drenthe                                             | Hooghalen                   | [ 167 ] | |
| 12 april 1945           | Groningen                                           | Laude                       | | 1e Poolse Pantserdivisie                                                                                    |
| 12 april 1945           | Groningen                                           | Mussel                      | | 1e Poolse Pantserdivisie                                                                                    |
| 12 april 1945           | Groningen                                           | Musselkanaal                | | 1e Poolse Pantserdivisie                                                                                    |
| 12 april 1945           | Groningen                                           | Onstwedde                   | | 1e Poolse Pantserdivisie                                                                                    |
| 12 april 1945           | Drenthe                                             | Rolde                       | | [ 169 ] |
| 12 april 1945           | Groningen                                           | Sellingen                   | | 1e Poolse Pantserdivisie                                                                                    |
| 12 april 1945           | Groningen                                           | Stadskanaal                 | | 1e Poolse Pantserdivisie                                                                                    |
| 12 april 1945           | Drenthe                                             | Tweede Exloërmond           | | 1e Poolse Pantserdivisie                                                                                    |
| 12 april 1945           | Drenthe                                             | Schoonloo                   | | [ 171 ] |
| 12 april 1945           | Groningen                                           | Vlagtwedde                  | | 1e Poolse Pantserdivisie                                                                                    |
| 12 april 1945           | Drenthe                                             | Kamp Westerbork             | | [ 162 ] |
| 12 april 1945           | Friesland                                           | Oldeholtpade                | | [ 172 ] |
| 12 april 1945           | Friesland                                           | Ter Idzard                  | | [ 172 ] |
| 12 april 1945           | Friesland                                           | Oldeholtwolde               | | [ 172 ] |
| 12 april 1945           | Friesland                                           | Paasloo                     | | |
| 12 april 1945           | Friesland                                           | Mildam                      | | [ 172 ] |
| 12 of 13 april 1945     | Overijssel                                          | Steenwijk                   | | [ 173 ] |
| 13 april 1945           | Friesland                                           | Oosterwolde                 | | [ 174 ] |
| 13 april 1945           | Friesland                                           | Appelscha                   | | [ 174 ] |
| 13 april 1945           | Drenthe                                             | Uffelte                     | | [ 165 ] |
| 13 april 1945           | Drenthe                                             | Havelte                     | | [ 165 ] |
| 13 april 1945           | Drenthe                                             | Veendijk                    | | [ 165 ] |
| 13 april 1945           | Drenthe                                             | Oosteinde                   | | [ 165 ] |
| 13 april 1945           | Drenthe                                             | Hoogersmilde                | | [ 165 ] |
| 13 april 1945           | Groningen                                           | Alteveer                    | | 1e Poolse Pantserdivisie                                                                                    |
| 13 april 1945           | Drenthe                                             | Assen                       | | |
| 13 april 1945           | Groningen                                           | Blijham                     | | |
| 13 april 1945           | Groningen                                           | Bourtange                   | | |
| 13 april 1945           | Groningen                                           | Boven Pekela                | | [ 175 ] |
| 13 april 1945           | Drenthe                                             | Norg                        | | [ 176 ] |
| 13 april 1945           | Drenthe                                             | Tynaarlo                    | | [ 177 ] |
| 13 april 1945           | Drenthe                                             | Eelde                       | | [ 178 ] |
| 13 april 1945           | Overijssel                                          | Dalfsen                     | | Highland Light Infantry of Canada (Rileys)                                                                  |
| 13 april 1945           | Overijssel                                          | Olst                        | | [ 180 ] |
| 13 april 1945           | Drenthe                                             | Gasselte                    | | |
| 13 april 1945           | Drenthe                                             | Gasselternijveen            | | |
| 13 april 1945           | Drenthe                                             | Gieten                      | | |
| 13 april 1945           | Drenthe                                             | Gieterveen                  | | |
| 13 april 1945           | Overijssel                                          | Giethoorn                   | | |
| 13 april 1945           | Drenthe                                             | Havelte                     | | |
| 13 april 1945           | Groningen                                           | Holte                       | | |
| 13 april 1945           | Drenthe                                             | Meppel                      | | |
| 13 april 1945           | Drenthe                                             | Nieuw-Buinen                | | 1e Poolse Pantserdivisie                                                                                    |
| 13 april 1945           | Groningen                                           | Nieuwe Pekela               | | [ 175 ] |
| 13 april 1945           | Overijssel                                          | Nieuwleusen                 | | |
| 13 april 1945           | Drenthe                                             | Nijeveen                    | | |
| 13 april 1945           | Groningen                                           | Ommelanderwijk              | | |
| 13 april 1945           | Drenthe                                             | Roden                       | | [ 181 ] |
| 13 april 1945           | Overijssel                                          | Steenwijkerwold             | | |
| 13 april 1945           | Groningen                                           | Veelerveen                  | | |
| 13 april 1945           | Groningen                                           | Veendam                     | | |
| 13 april 1945           | Groningen                                           | Wedde                       | | |
| 13 april 1945           | Groningen                                           | Wedderveer                  | | |
| 13 april 1945           | Groningen                                           | Wildervank                  | | |
| 13 april 1945           | Groningen                                           | Zevenhuizen                 | | [ 182 ] |
| 13 april 1945           | Drenthe                                             | Zuidlaren                   | | Franse parachutisten met steun van Canadese grondtroepen                                                    |
| 13 april 1945           | Friesland                                           | Donkerbroek                 | | [ 184 ] |
| 13 april 1945           | Friesland                                           | Ureterp                     | | [ 184 ] |
| 13 of 14 april 1945     | Overrijsel                                          | Oldemarkt                   | | |
| 14 april 1945           | Friesland                                           | Gorredijk                   | | [ 185 ] |
| 14 april 1945           | Gelderland                                          | Arnhem                      | Operatie Anger | |
| 14 april 1945           | Friesland                                           | Oudeschoot                  | | [ 186 ] |
| 14 april 1945           | Friesland                                           | Heerenveen                  | | [ 186 ] |
| 14 april 1945           | Friesland                                           | Dokkum                      | | [ 187 ] |
| 14 april 1945           | Groningen                                           | Haren                       | | Canadese eenheden                                                                                           |
| 14 april 1945           | Groningen                                           | Hoogezand                   | | Canadese eenheden                                                                                           |
| 14 april 1945           | Groningen                                           | Hoogkerk                    | Zie Bevrijding van Groningen | |
| 14 april 1945           | Groningen                                           | Meeden                      | | 1e Poolse Pantserdivisie                                                                                    |
| 14 april 1945           | Groningen                                           | Muntendam                   | | 1e Poolse Pantserdivisie                                                                                    |
| 14 april 1945           | Groningen                                           | Noordbroek                  | | 1e Poolse Pantserdivisie                                                                                    |
| 14 april 1945           | Groningen                                           | Oude Pekela                 | | 1e Poolse Pantserdivisie                                                                                    |
| 14 april 1945           | Drenthe                                             | Peize                       | | [ 191 ] |
| 14 april 1945           | Groningen                                           | Slochteren                  | | Canadese eenheden                                                                                           |
| 14 april 1945           | Overijssel                                          | Staphorst                   | | |
| 14 april 1945           | Groningen                                           | Westerlee                   | | 1e Poolse Pantserdivisie                                                                                    |
| 14 april 1945           | Groningen                                           | Zuidbroek                   | | 1e Poolse Pantserdivisie                                                                                    |
| 14 april 1945           | Groningen                                           | Zuidwending                 | | 1e Poolse Pantserdivisie                                                                                    |
| 14 april 1945           | Overijssel                                          | Zwolle                      | | |
| 14 april 1945           | Friesland                                           | Akkrum                      | | [ 192 ] |
| 14 april 1945           | Friesland                                           | Buitenpost                  | | [ 192 ] |
| 14 april 1945           | Friesland                                           | Drachten                    | | [ 192 ] |
| 14 april 1945           | Friesland                                           | Wierum                      | | [ 193 ] |
| 15 april 1945           | Gelderland                                          | Arnhem                      | | 49e (West Riding) Infanteriedivisie, Canadese Ontario Regiment                                              |
| 15 april 1945           | Friesland                                           | Franeker                    | | Canadese 3e Infanteriedivisie                                                                               |
| 15 april 1945           | Groningen                                           | Grijpskerk                  | | [ 196 ] |
| 15 april 1945           | Groningen                                           | Heiligerlee                 | | 1e Poolse Pantserdivisie                                                                                    |
| 15 april 1945           | Friesland                                           | Joure                       | | |
| 15 april 1945           | Friesland                                           | Leeuwarden                  | | Royal Canadian Dragoons                                                                                     |
| 15 april 1945           | Friesland                                           | Sneek                       | | [ 198 ] |
| 15 april 1945           | Groningen                                           | Midwolda                    | | 1e Poolse Pantserdivisie                                                                                    |
| 15 april 1945           | Groningen                                           | Nieuwe Statenzijl           | | 1e Poolse Pantserdivisie                                                                                    |
| 15 april 1945           | Groningen                                           | Niezijl                     | | [ 199 ] |
| 15 april 1945           | Groningen                                           | Oostwold                    | | 1e Poolse Pantserdivisie                                                                                    |
| 15 april 1945           | Overijssel                                          | Rouveen                     | | |
| 15 april 1945           | Groningen                                           | Scheemda                    | | 1e Poolse Pantserdivisie                                                                                    |
| 15 april 1945           | Groningen                                           | Siddeburen                  | | 1e Poolse Pantserdivisie                                                                                    |
| 15 april 1945           | Overijssel                                          | Vollenhove                  | | [ 200 ] |
| 15 april 1945           | Overijssel                                          | Wanneperveen                | | |
| 15 april 1945           | Groningen                                           | Winschoten                  | | 1e Poolse Pantserdivisie                                                                                    |
| 15 april 1945           | Overijssel                                          | Zwartsluis                  | | [ 200 ] |
| 16 april 1945           | Groningen                                           | Aduard                      | | [ 202 ] |
| 16 april 1945           | Groningen                                           | Nieuweschans                | | 1e Poolse Pantserdivisie                                                                                    |
| 16 april 1945           | Groningen                                           | Beerta                      | | 1e Poolse Pantserdivisie                                                                                    |
| 16 april 1945           | Groningen                                           | Bellingwolde                | | 1e Poolse Pantserdivisie                                                                                    |
| 16 april 1945           | Gelderland                                          | Doesburg                    | | |
| 16 april 1945           | Groningen                                           | Eenrum                      | | Royal Canadian Dragoons, 1e Canadese Legerkorps                                                             |
| 16 april 1945           | Groningen                                           | Eexta                       | | 1e Poolse Pantserdivisie                                                                                    |
| 16 april 1945           | Groningen                                           | Faan                        | | [ 204 ] |
| 16 april 1945           | Groningen                                           | Finsterwolde                | | 1e Poolse Pantserdivisie                                                                                    |
| 16 april 1945           | Groningen                                           | Garmerwolde                 | | [ 205 ] |
| 16 april 1945           | Groningen                                           | Groningen                   | Zie Bevrijding van Groningen | |
| 16 april 1945           | Gelderland                                          | Harskamp                    | | 5e Canadese Pantserdivisie                                                                                  |
| 16 april 1945           | Groningen                                           | Leens                       | | Royal Canadian Dragoons, 1e Canadese Legerkorps                                                             |
| 16 april 1945           | Gelderland                                          | Lunteren                    | | 5e Canadese Pantserdivisie                                                                                  |
| 16 april 1945           | Groningen                                           | Niekerk                     | | [ 204 ] |
| 16 april 1945           | Groningen                                           | Nieuw-Beerta                | | 1e Poolse Pantserdivisie                                                                                    |
| 16 april 1945           | Groningen                                           | Nieuwolda                   | | 1e Poolse Pantserdivisie                                                                                    |
| 16 april 1945           | Groningen                                           | Oldekerk                    | | [ 204 ] |
| 16 april 1945           | Gelderland                                          | Otterlo                     | zie Slag om Otterlo | 5e Canadese Pantserdivisie                                                                                  |
| 16 april 1945           | Groningen                                           | Oudeschans                  | | 1e Poolse Pantserdivisie                                                                                    |
| 16 april 1945           | Gelderland                                          | Rheden                      | | 49e (West Riding) Infanteriedivisie, Canadese Ontario Regiment                                              |
| 16 april 1945           | Groningen                                           | Ulrum                       | | Royal Canadian Dragoons, 1e Canadese Legerkorps                                                             |
| 16 april 1945           | Gelderland                                          | Velp                        | | 49e (West Riding) Infanteriedivisie, Canadese Ontario Regiment                                              |
| 16 april 1945           | Gelderland                                          | Wekerom                     | | 5e Canadese Pantserdivisie                                                                                  |
| 16 april 1945           | Gelderland                                          | Eerbeek                     | | [ 208 ] |
| 16 april 1945           | Gelderland                                          | Loenen                      | | [ 208 ] |
| 16 april 1945           | Gelderland                                          | Dieren                      | | [ 209 ] |
| 16 april 1945           | Friesland                                           | Bolsward                    | | [ 210 ] |
| 16 april 1945           | Friesland                                           | Workum                      | | [ 211 ] |
| 16 april 1945           | Overijssel                                          | Blankenham                  | | [ 212 ] |
| 16 april 1945           | Overijssel                                          | Kuinre                      | | [ 212 ] |
| 17 april 1945           | N.V.T. (Openbaar Lichaam De Noordoostelijke Polder) | Noordoostpolder             | | [ 213 ] |
| 17 april 1945           | Friesland                                           | Sint Nicolaasga             | | [ 214 ] |
| 17 april 1945           | Groningen                                           | Adorp                       | | [ 203 ] |
| 17 april 1945           | Gelderland                                          | Apeldoorn                   | | |
| 17 april 1945           | Groningen                                           | Bedum                       | | The South Saskatchewan Regiment, 2nd Canadian Division                                                      |
| 17 april 1945           | Gelderland                                          | Beekbergen                  | | Princess Patricia’s Canadian Light Infantry (PPCLI)                                                         |
| 17 april 1945           | Gelderland                                          | Bennekom                    | | 49e (West Riding) Infanteriedivisie "Polar Bear Division"                                                   |
| 17 april 1945           | Groningen                                           | Drieborg                    | | 1e Poolse Pantserdivisie                                                                                    |
| 17 april 1945           | Gelderland                                          | Ede                         | | 49e (West Riding) Infanteriedivisie "Polar Bear Division"                                                   |
| 17 april 1945           | Friesland                                           | Harlingen                   | | Canadese 3e Infanteriedivisie                                                                               |
| 17 april 1945           | Gelderland                                          | Hoenderloo                  | | e Canadese Infanterie Brigade                                                                               |
| 17 april 1945           | Overijssel                                          | Kampen                      | | [ 219 ] |
| 17 april 1945           | Friesland                                           | Lemmer                      | | [ 200 ] |
| 17 april 1945           | Friesland                                           | Balk                        | | [ 220 ] |
| 17 april 1945           | Gelderland                                          | Barneveld                   | | [ 221 ] |
| 17 april 1945           | Friesland                                           | Hindeloopen                 | | [ 222 ] |
| 17 april 1945           | Friesland                                           | Echten                      | | [ 223 ] |
| 17 april 1945           | Gelderland                                          | Lieren                      | | Princess Patricia’s Canadian Light Infantry (PPCLI)                                                         |
| 17 april 1945           | Gelderland                                          | Oosterhuizen                | | Princess Patricia’s Canadian Light Infantry (PPCLI)                                                         |
| 17 april 1945           | Groningen                                           | Ten Boer                    | | 5e Canadese Pantserdivisie                                                                                  |
| 17 april 1945           | Groningen                                           | Ten Post                    | | |
| 17 april 1945           | Noord-Holland                                       | Urk                         | | |
| 17 april 1945           | Gelderland                                          | Voorthuizen                 | | 1e Canadese Infanterie Divisie                                                                              |
| 17 april 1945           | Groningen                                           | Zuidwolde                   | | [ 203 ] |
| 18 april 1945           | Gelderland                                          | Garderen                    | | [ 227 ] |
| 18 april 1945           | Friesland                                           | Kop van de Afsluitdijk      | | [ 228 ] |
| 18 april 1945           | Groningen                                           | Baflo                       | | Royal Canadian Dragoons, 1e Canadese Legerkorps                                                             |
| 18 april 1945           | Gelderland                                          | Harderwijk                  | | |
| 18 april 1945           | Friesland                                           | Makkum                      | | [ 229 ] |
| 18 april 1945           | Gelderland                                          | Putten                      | | |
| 18 april 1945           | Gelderland                                          | Opheusden                   | | [ 230 ] |
| 19 april 1945           | Gelderland                                          | Nunspeet                    | | [ 231 ] |
| 19 april 1945           | Gelderland                                          | Elspeet                     | | [ 232 ] |
| 19 april 1945           | Gelderland                                          | Vierhouten                  | | [ 232 ] |
| 19 april 1945           | Gelderland                                          | Hulshorst                   | | [ 232 ] |
| 19 april 1945           | Groningen                                           | Onderdendam                 | | [ 233 ] |
| 19 april 1945           | Groningen                                           | Winsum                      | | Royal Canadian Dragoons                                                                                     |
| 20 april 1945           | Groningen                                           | Kantens                     | | [ 203 ] |
| 20 april 1945           | Groningen                                           | Loppersum                   | | [ 234 ] |
| 20 april 1945           | Groningen                                           | Middelstum                  | | [ 203 ] |
| 20 april 1945           | Gelderland                                          | Nijkerk                     | | [ 235 ] |
| 20 april 1945           | Groningen                                           | Uithuizen                   | | Royal Canadian Dragoons                                                                                     |
| 20 april 1945           | Groningen                                           | Uithuizermeeden             | | [ 203 ] |
| 20 april 1945           | Groningen                                           | Usquert                     | | [ 203 ] |
| 20 april 1945           | Groningen                                           | Wirdum                      | | 2e Canadese Infanteriedivisie                                                                               |
| 21 april 1945           | Groningen                                           | Bierum                      | | [ 237 ] |
| 21 april 1945           | Groningen                                           | Roodeschool                 | | Regina Rifles, 3e Canadese Infanteriedivisie                                                                |
| 22 april 1945           | Groningen                                           | Zoutkamp                    | | 1e Canadese Legerkorp                                                                                       |
| 23 april 1945           | Groningen                                           | Appingedam                  | | [ 240 ] |
| 23 april 1945           | Groningen                                           | Wagenborgen                 | | [ 241 ] |
| 23 april 1945           | Gelderland                                          | Hedel                       | Hernomen door Duitse militairen op 26 april | [ 242 ] |
| 24 april 1945           | Gelderland                                          | Ederveen                    | | 49e (West Riding) Infanteriedivisie "Polar Bear Division"                                                   |
| 30 april 1945           | Groningen                                           | Termunten                   | | [ 243 ] |
| 30 april 1945           | Groningen                                           | Termunterzijl               | | [ 243 ] |
| 2 mei 1945              | Groningen                                           | Delfzijl                    | Zie Bevrijding van Delfzijl | 5e Canadese Pantserdivisie                                                                                  |
| 2 mei 1945              | Groningen                                           | Farmsum                     | | [ 245 ] |
| 4 of 5 mei 1945         | Zuid-Holland                                        | Lisse                       | | |
| 5 mei 1945              | Zuid-Holland                                        | Gouda                       | Eerste stad in West-Nederland die van de Duitsers werd bevrijd.                                                                                             | Binnenlandse Strijdkrachten                                                                                 |
| 5 mei 1945              | Gelderland                                          | Delwijnen                   | | [ 249 ] |
| 5 mei 1945              | Gelderland                                          | Hedel                       | | [ 250 ] [ 251 ]                                                                                             |
| 5 mei 1945              | Gelderland                                          | Geldermalsen                | | [ 56 ] |
| 5 mei 1945              | Gelderland                                          | Culemborg                   | | [ 252 ] |
| 5 mei 1945              | Zuid-Holland                                        | Leerdam                     | | [ 253 ] |
| 5 mei 1945              | Zuid-Holland                                        | Papendrecht                 | | [ 254 ] |
| 5 mei 1945              | Noord-Brabant                                       | Altena                      | | [ 255 ] |
| 5 mei 1945              | Noord-Brabant                                       | Dussen                      | | [ 256 ] |
| 5 mei 1945              | Friesland                                           | Kornwerderzand              | | [ 257 ] |
| 5 mei 1945              | Zuid-Holland                                        | Gorinchem                   | | [ 258 ] |
| 7 mei 1945              | Gelderland                                          | Tiel                        | | [ 259 ] |
| 7 mei 1945              | Utrecht                                             | Zeist                       | | [ 260 ] |
| 7 mei 1945              | Utrecht                                             | Doorn                       | | [ 261 ] |
| 7 mei 1945              | Noord-Holland                                       | Hilversum                   | Zie Polar Bear | 49e (West Riding) Infanteriedivisie "Polar Bear Division"                                                   |
| 7 mei 1945              | Gelderland                                          | Wageningen                  | | [ 251 ] |
| 7 mei 1945              | Utrecht                                             | Utrecht                     | | 49e (West Riding) Infanteriedivisie, 146e Infanterie Brigade ("Polar Bears")                                |
| 7 mei 1945              | Utrecht                                             | Leersum                     | | [ 264 ] |
| 7 mei 1945              | Utrecht                                             | Woudenberg                  | | |
| 7 mei 1945              | Zuid-Holland                                        | Woerden                     | Rond 12:50 uur. | "Polar Bears" & 21e Regiment, 4e Canadese Armoured Division                                                 |
| 7 mei 1945              | Zeeland                                             | Zierikzee                   | | [ 266 ] |
| 7 mei 1945              | Zeeland                                             | Burgh-Haamstede             | | [ 267 ] |
| 7 mei 1945              | Utrecht                                             | Houten                      | | [ 268 ] |
| 7 mei 1945              | Utrecht                                             | Schalkwijk                  | | [ 268 ] |
| 7 mei 1945              | Utrecht                                             | Amersfoort                  | | [ 269 ] |
| 7 of 8 mei 1945         | Zuid-Holland                                        | Ammerstol                   | | [ 270 ] |
| 8 mei 1945              | Zuid-Holland                                        | Dordrecht                   | | [ 271 ] |
| 8 mei 1945              | Noord-Holland                                       | Den Helder                  | Rond 16:30 uur. | |
| 8 mei 1945              | Gelderland                                          | Heerewaarden                | [ 273 ] | |
| 8 mei 1945              | Zuid-Holland                                        | Alphen a/d Rijn             | Rond 17:00 uur. | Prinses Irene Brigade                                                                                       |
| 8 mei 1945              | Zuid-Holland                                        | Gouda                       | Rond 18:45 uur. Machtsoverdracht aan de BS al op 5 mei. | Airfield Construction Branch, RAF                                                                           |
| 8 mei 1945              | Noord-Holland                                       | Haarlem                     | | [ 274 ] |
| 8 mei 1945              | Noord-Holland                                       | Alkmaar                     | | [ 275 ] |
| 8 mei 1945              | Zuid-Holland                                        | Leiden                      | | Prinses Irene Brigade                                                                                       |
| 8 mei 1945              | Zuid-Holland                                        | Den Haag                    | Rond 19:00 uur. | Prinses Irene Brigade op kop van het Canadese Eerste Leger                                                  |
| 8 mei 1945              | Zuid-Holland                                        | Rotterdam                   | | [ 278 ] |
| 8 mei 1945              | Noord-Holland                                       | Amsterdam                   | Zie Schietpartij op de Dam op 7 mei 1945 | [ 279 ] |
| 8 mei 1945              | Zuid-Holland                                        | Puttershoek                 | | |
| 8 mei 1945              | Zuid-Holland                                        | 's-Gravendeel               | [ 280 ] | |
| 8 mei 1945              | Utrecht                                             | Ameide                      | [ 258 ] | |
| 8 mei 1945              | Noord-Holland                                       | Hoorn                       | | |
| 8 mei 1945              | Noord-Holland                                       | Schagen                     | [ 275 ] | |
| 9 mei 1945              | Noord-Holland                                       | Haarlemmermeer              | [ 281 ] | |
| 9 mei 1945              | Noord-Holland                                       | Hoofddorp                   | [ 281 ] | |
| 9 mei 1945              | Gelderland                                          | De Klomp                    | | 49e (West Riding) Infanteriedivisie "Polar Bear Division"                                                   |
| 9 mei 1945              | Utrecht                                             | Veenendaal                  | | 49e (West Riding) Infanteriedivisie "Polar Bear Division"                                                   |
| 9 mei 1945              | Utrecht                                             | Vinkeveen                   | | |
| 10 mei 1945             | Zuid-Holland                                        | Zoetermeer                  | [ 280 ] | |
| 10 mei 1945             | Zuid-Holland                                        | Oud-Beijerland              | [ 284 ] | |
| 10 mei 1945             | Zuid-Holland                                        | Piershil                    | [ 284 ] | |
| 10 mei 1945             | Zuid-Holland                                        | Goudswaard                  | [ 284 ] | |
| 10 mei 1945             | Zuid-Holland                                        | Hellevoetsluis              | [ 285 ] | |
| voor 15 mei 1945        | Groningen                                           | Rottumerplaat               | | [ 286 ] |
| 19 mei 1945             | Zuid-Holland                                        | Goeree-Overflakkee          | | [ 287 ] |
| 20 mei 1945             | Noord-Holland                                       | Texel                       | Ook wel 'Europa's laatste veldslag' genoemd, zie verder Opstand van de Georgiërs                                                                            | [ 288 ] |
| 29 mei 1945             | Friesland                                           | Terschelling                | | 3rd Medium Regiment Royal Artillerie                                                                        |
| 31 mei 1945             | Friesland                                           | Vlieland                    | | 3rd Medium Regiment Royal Artillerie                                                                        |
| 3 juni 1945             | Friesland                                           | Ameland                     | | [ 291 ] |
| 11 juni 1945            | Friesland                                           | Schiermonnikoog             | | [ 292 ] |